# Hugo Chávez
Pour les articles homonymes, voir Chávez et Frias (homonymie).
Hugo Rafael Chávez Frías dit Hugo Chávez (prononcé en français : /yɡo ʃavɛz/ ; en espagnol : [ˈuɣo rafaˈel ˈt͡ʃaβes ˈfɾias] ), né le 28 juillet 1954 à Sabaneta (Llanos, sud du Venezuela) et mort le 5 mars 2013 à Caracas, est un militaire et homme d'État vénézuélien, président de la République de 1999 à 2013.
Fondateur et chef du parti politique du Mouvement Cinquième République de 1997 à 2007 – date à laquelle il fonde le Parti socialiste unifié du Venezuela (PSUV) –, il est élu président de la république du Venezuela fin 1998.
Se réclamant du bolivarisme et ayant pour objectif l'établissement du « socialisme du XXIe siècle », il met en place un ensemble de réformes, désigné sous le nom de « Révolution bolivarienne », et comprenant la promulgation d'une nouvelle Constitution, une politique de « démocratie participative », et la nationalisation des industries clés. Les ressources naturelles du Venezuela – premières réserves de pétrole au monde – et la hausse du prix des matières premières des années 2000 lui permettent de financer un ensemble de politiques sociales, et suscite l’enthousiasme d'une partie de la gauche et des nationalistes-révolutionnaires à l'échelle internationale. Sa politique fait l'objet de controverses : il lui est notamment reproché de ne pas poser les bases d'un développement durable au Venezuela, de gouverner de façon autoritaire et d'entretenir des liens avec plusieurs dictatures.
En 2012, après avoir annoncé qu’il était atteint d'un cancer, il est réélu pour un quatrième mandat, mais ne peut prêter serment, succombant des suites de sa maladie. Nicolás Maduro lui succède après l’élection de 2013.

## Formation et débuts en politique

### Origines familiales
Hugo Chávez est né dans la ville de Sabaneta, dans l'État de Barinas le 28 juillet 1954. Sabaneta est située dans les basses terres des Andes vénézuéliennes, près de la cordillère des Andes à l'ouest et au sud. Il est le second fils d'une famille de sept enfants. Son père, Hugo de los Reyes Chávez (es), fut trois fois gouverneur de Barinas de 1998 à 2008. Sa mère est Elena Frías (en) dite Frías de Chávez. Les parents de Chávez travaillaient tous deux comme enseignants dans une école locale. Son père avait abandonné l'école au collège. Cependant, il obtient plus tard une qualification lui permettant d'enseigner à l'école primaire.
La famille Chávez, d'origine principalement indienne-indigène, espagnole et afro-vénézuélienne, a des ancêtres dans le centre du Venezuela, dans la région des llanos. Chávez est l'arrière-petit-fils du rebelle Pedro Pérez Delgado, plus connu sous le sobriquet de Maisanta. Maisanta fut un chef rebelle par intermittence. Il soutint une insurrection qui, avant sa capture en 1922, mena à la mort à la fois un ex-président vénézuélien et un gouverneur d’État. Les terres appartenant à la famille de Maisanta sont très étendues et collectivement, elles sont connues sous le nom de La Marquesena. Après l'insurrection, elles furent confisquées par les autorités fédérales. Plus de 80 ans plus tard, la même propriété sera expropriée par Chávez. Chávez évoqua plus tard la perte de ces terres familiales qui auraient eu une place centrale dans les récits racontés par sa grand-mère paternelle, Rosa. Elle lui aurait dit : « Pour moi, La Marquesena fut le point de rencontre d'un grand nombre de choses ».

### Jeunesse

État de Barinas, l’État d'où vient Chávez. Sabaneta, la ville d'origine de Chávez, est située dans les plaines (les Llanos) du Venezuela.

Chávez grandit dans une petite maison faite de feuilles de palmiers et d'un sol en terre battue. Sa famille vivait dans un petit village juste à la sortie de Sabaneta. Chávez et ses frères et sœurs ont été poussés par leurs parents à considérer leur éducation comme une échappatoire à leur environnement rural, afin d'atteindre de meilleures vies dans les villes plus prospères. La mère de Chávez aurait souhaité qu'il devienne un prêtre catholique, il servit alors comme enfant de chœur pendant un an. L'une de ses obligations consistait à nettoyer et polir des statuettes représentant les saints et Jésus. Chávez commença alors à développer une aversion à la représentation en figurine de Jésus. Chávez s'offensa, en particulier, du portrait que son église faisait de Jésus, le représentant comme un idiot, alors que Chávez, lui, le considérait comme un « rebelle ». Cela poussa Chávez à se méfier des hiérarchies religieuses tout au long de sa vie,.
Plus tard, ses parents envoyèrent Chávez ainsi que son frère aîné, Adán, vivre chez leur grand-mère paternelle, Rosa Inés Chávez, qui vivait dans Sabaneta. De ce fait, Chávez noua une relation plus forte avec sa grand-mère qu'avec sa propre mère. Plus tard, les parents de Chávez et ses autres frères et sœurs s'installèrent dans une maison aux alentours. Chávez raconte la situation étrange dans laquelle il se trouva lorsque ses parents s'installèrent dans une autre maison que celle dans laquelle il vivait en compagnie de sa grand-mère paternelle à Sabaneta : « [Ils déménagèrent à Sabaneta] et mon père construisit une petite maison… diagonalement opposée à celle en chaume de ma grand-mère. Mes parents y vivaient avec les autres enfants… [Leur maison] était une petite maison faite de [blocs de ciments], une maison rustique, mais avec un toit en amiante et un sol en ciment. » Ainsi, Chávez et Adán restèrent chez leur grand-mère, tout en étant régulièrement en contact avec leurs parents. La plupart des enfants de la région dans laquelle il grandit ne suivaient jamais d'études supérieures. Cependant, Chávez prouva être l'une des exceptions. Il commença par fréquenter l'école primaire Julián Pino. En même temps, il continua ses passe-temps, la peinture et le chant. À l'âge de douze et treize ans, Chávez était un garçon très mince aux pieds anormalement grands, et ses camarades le surnommèrent « Tribilin », le nom espagnol du personnage de Disney, Dingo. Le soir après l'école, Chávez travaillait comme marchand ambulant, vendant des friandises de fruits caramélisés confectionnées par sa grand-mère. Chávez se rappela plus tard avoir développé un goût pour la nature. Cela vint du fait que sa famille se trouvait à proximité de la rivière Guanare (en). Là-bas, il allait pêcher avec son père. Et les jours de fêtes comme Pâques par exemple, sa famille organisait des pique-niques sur les bancs de la rivière. Chávez était particulièrement intéressé par le baseball. L'un de ses rêves d'enfance était de devenir lanceur pour l'équipe des Giants de San Francisco, suivant les traces de son héros de jeunesse, le lanceur vénézuélien, Isaías « Látigo » Chávez (pas de liens familial entre les deux). Lorsque Látigo mourut à l'âge de 23 ans, le 16 mars 1969 à Zulia dans le second accident d'avion le plus grave de l'histoire du Venezuela, Chávez était tellement triste qu'il refusa d'aller à l'école pendant deux jours. Cinq ans plus tard, Chávez écrivait encore sur Látigo dans son journal intime. Chávez continua à jouer et à aimer le baseball tout au long de sa vie. Chávez joua aussi au baseball et au softball avec l'équipe des Criollitos de Venezuela, qui joua dans le championnat national de baseball du Venezuela en 1969. Il écrivit aussi des poèmes, des récits et des drames. Dès son plus jeune âge, Hugo Chávez s'intéresse à la vie, à l'idéologie, ainsi qu'aux écrits de Simón Bolívar. Bolívar est très respecté à la fois au Venezuela et dans le reste de l'Amérique du Sud en tant que révolutionnaire vénézuélien et membre de l'armée de libération. On se souvient de lui en particulier pour son rôle central dans les guerres d'indépendance en Amérique du Sud. En effet, dès son enfance, Chávez liait les dates clés de sa propre vie avec les anniversaires importants liées aux actions de Bolivar. Plus tard, Chávez s'installa dans une plus grande ville, Barinas, où il fréquenta le collège Daniel Florencio O'Leary. Durant ses années au lycée, les meilleurs amis de Chávez étaient deux frères, les fils de Jose Ruiz, un communiste qui avait été incarcéré par le gouvernement de la dictature militaire de Marcos Pérez Jiménez. C'est dans la bibliothèque de la famille Ruiz que Chávez lut ses premiers livres sur le communisme et le socialisme. Plus tard, à l'âge de 17 ans, Chávez rejoint l'armée vénézuélienne. Il se rappela plus tard qu'il s'était engagé afin de pouvoir jouer dans la ligue de baseball de l'armée. Plus tard, il s'inscrit en tant que cadet à la Academia militar de Venezuela - l'Académie militaire vénézuélienne.

### Études
Alors qu'il étudiait à l'académie, Chávez lisait également des livres d'histoire et débattait avec ses camarades. Entre 1971 et 1973, un groupe de cadets panaméens vinrent dans l'école militaire où Chávez étudiait. À leur contact, Chávez s'intéressa d'abord au chef panaméen Omar Torrijos, ainsi qu'à la récente révolution de la gauche au Panama. La curiosité de Chávez était attisée par les efforts de Torrijos destinés à reprendre le contrôle de la zone du canal de Panamá ainsi que du canal de Panamá lui-même, des mains de son propriétaire le gouvernement des États-Unis. Par la suite, Chávez considéra Torrijos comme un modèle de dirigeant.
En 1974, Chávez, accompagné d'environ une douzaine d'autres cadets et de soldats, tous jeunes, se rendit à Ayacucho, au Pérou, afin de célébrer le 150e anniversaire de la bataille d'Ayacucho. Là-bas, ils furent personnellement accueillis par Juan Velasco Alvarado, radical de gauche ainsi que le président péruvien de 1968 à 1975. Velasco leur donna à chacun une édition de poche miniature de La Revolución Nacional Peruana (La Révolution nationale péruvienne). Les cadets remarquèrent la proximité des rapports de Velasco avec à la fois le peuple péruvien et l'infanterie militaire péruvienne. Chávez s’attacha à ce livre et aurait à la fois étudié son contenu ainsi qu'il l'aurait porté constamment sur lui. Cependant, Chávez perdit le livre après son arrestation lors du coup d'État de 1992 au Venezuela. Vingt-cinq ans plus tard, Chávez alors président, ordonna l'imprimerie de millions de copies de la nouvelle Constitution du Venezuela de son gouvernement, sous la forme d'un livret miniature bleu, en honneur du cadeau de Velasco. Au cours de ses années à l'académie, Chávez et ses différents acolytes développèrent une doctrine de gauche-nationaliste qu'ils surnommèrent le « bolivarianisme ». Bien que largement inspirée des idéaux de Simón Bolívar, cette philosophie était également influencée par les écrits de l'historien marxiste Federico Brito Figueroa. D’autres contributions provenaient des opinions de Jorge Eliécer Gaitán, Fidel Castro, Salvador Allende, et Che Guevara — tous étant des représentants sud-américains socialistes et communistes. Néanmoins, Simón Bolívar, Simón Rodríguez (le compagnon et tuteur de Bolívar), et Ezequiel Zamora (un meneur paysan combattant en soutien pour les pauvres non propriétaires de terres) furent d'une importance centrale pour Chávez. Toutes ensemble, ces influences étaient la clé de la formation de sa philosophie politique et de son style de gouvernance. Durant ses études à l'académie militaire, Chávez évita généralement toute discussion politique avec sa famille, spécialement lors de ses séjours en vacances. Il répugnait particulièrement aux discussions politiques avec son père, un membre de la COPEI (un parti politique démocrate-chrétien). En effet, son père obtint un poste de directeur de l'Éducation de Barinas sous le gouvernement COPEI de Luis Herrera Campins. Néanmoins, Chávez appréciait ce genre de discussions lorsqu'elles se tenaient au domicile de la famille Ruiz à laquelle il rendait visite régulièrement. Pendant quelques mois, au cours de l'année 1974, Chávez tint un journal intime. Dedans, il faisait très attention à l'utilisation de son espagnol. Chávez y exprimait une orientation politique de gauche, écrivant son aversion pour la politique étrangère des États-Unis ainsi que pour le manque d'identité nationale ou culturelle du Venezuela. Par exemple, il remarqua que tant le sport national (le baseball) que la musique populaire du Venezuela provenaient finalement tous deux d'Amérique du Nord.
Chávez était considéré comme un provinciano (« provincial ») à la fois poli et timide. Cependant, une fois diplômé, il avait animé un concours de beauté et avait en charge son propre programme de radio, plutôt obscur. Jeune homme, Chávez eut deux petites amies, qui étaient considérées ternes par les autres étudiants. Chávez, lui aussi était en général considéré plutôt fade, et les filles étaient plus intéressées par ses deux meilleurs amis, les frères Ruiz, que par Chávez lui-même. Chávez eut sa part de désagréments sociaux. Par exemple, quand une jeune femme qu'il trouvait attirante le rejeta, il alla trouver une tête d'âne pourrie sur le bord de la route et la plaça en face de sa porte. Plus tard, Chávez se trouva une autre petite amie, Herma Marksman (es), qui l'aida à mettre une touche finale à la thèse qu'il devait achever afin d'obtenir son diplôme. Après son mariage avec Nancy Colmenares à l'âge de 23 ans, Chávez eut une liaison avec Marksman. Elle dura neuf ans,. Chávez sortit huitième de sa classe le 5 juillet 1975 en tant que sous-lieutenant avec un diplôme militaire en arts et sciences. Après avoir reçu le sabre de commande des mains du président Carlos Andrés Pérez en personne durant le défilé annuel, Chávez entra officiellement dans la carrière militaire.

### Carrière militaire (1975-1992)
Le 24 juillet 1983, lors de la journée du 200e anniversaire de la naissance du Libertador (Libérateur) du Venezuela et des autres colonies espagnoles d'Amérique du Sud, Simón Bolívar, Chávez crée avec notamment Raúl Isaías Baduel, au sein de l'armée, le Movimiento Bolivariano Revolucionario 200 (Mouvement révolutionnaire bolivarien 200, MBR-200) d'orientation socialiste.

### Coups d'État manqués (1992)
Le 4 février 1992, le MBR-200, dirigé par Hugo Chávez, tente un coup d'État contre le président Carlos Andrés Pérez accusé de mener une politique contraire aux engagements électoraux et d'avoir engagé l'armée dans une vague de répressions sanglantes qui indignent Chávez (lequel prétexta un arrêt maladie pour ne pas y participer). Le putsch prend pour nom « opération Ezequiel Zamora ». Cette tentative échoue, et Chávez est emprisonné pendant deux ans. Lors de son séjour carcéral, il enregistre une vidéocassette dans laquelle il appelle à l'insurrection. Elle est diffusée vers 4 heures du matin dans la nuit du 26 au 27 novembre 1992, lors d'un deuxième coup d'État préparé par le MBR-200. La deuxième tentative avorte également, bien que les membres du MBR-200 aient tout de même pris le contrôle du pays pendant quelques minutes[réf. nécessaire]. En 1994, Rafael Caldera est élu pour la deuxième fois au Venezuela. Réalisant une de ses promesses politiques faites avant d'être élu, il ordonne la libération de Chávez[réf. nécessaire].

### Ascension vers le pouvoir (1994-1998)
Une fois libéré, Chávez fonde un parti politique d’orientation socialiste, le Mouvement Cinquième République (MVR), une version civile du MBR-200.
En 1998, année d'élections législatives et d'élection présidentielle, sa cote dans les sondages augmente progressivement (30 % en mai, 39 % en août),. Le slogan de sa campagne électorale le désigne comme « fléau de l'oligarchie et héros des pauvres ». La coalition de partis de gauche, rassemblés autour du MVR, remporte une majorité des sièges du Congrès national lors des élections législatives, avec toutefois une assemblée fragmentée composée de nombreux petits partis.
Le 6 décembre 1998, Hugo Chávez sort victorieux de l’élection présidentielle, avec 56,2 % des voix, la plus forte majorité jamais constatée pour une élection démocratique de ce type. Le 2 février de l'année suivante, il prête serment sur une constitution qu'il qualifie de moribonde et dont il demandera la modification à deux reprises par la suite.
La situation économique du pays est mauvaise : 80 % de la population vit dans la pauvreté, le taux de chômage est de 18 % et les analystes prévoient une récession pour les années à venir.

## Président de la République
Élu président de la République en 1998, il présente ensuite une nouvelle Constitution, qui accroît les droits des groupes les plus défavorisés et marginalisés et modifie la structure du gouvernement vénézuélien, avant d'être réélu en 2000. Au cours de son deuxième mandat présidentiel, il crée un système de missions bolivariennes, de conseils communaux et de coopératives, ainsi qu'un programme de réforme agraire, tout en nationalisant des industries clés. L'opposition arguant qu'il est un populiste qui érode la démocratie représentative et est de plus en plus autoritaire, tente de le chasser du pouvoir par un coup d’État militaire en 2002 et un référendum révocatoire en 2003, sans succès. En 2005, il a ouvertement proclamé son adhésion au socialisme, et a de nouveau été élu au pouvoir en 2006, après quoi il fonde un nouveau parti politique, le PSUV, en 2007.
Fervent opposant à l'impérialisme et au capitalisme néolibéral, il s'oppose à la politique étrangère des États-Unis. Il s'appuie sur des alliances fortes avec les gouvernements socialistes comme Evo Morales en Bolivie, Rafael Correa en Équateur, Raúl Castro à Cuba. Sa présidence est considérée comme une partie de la « vague rose » socialiste qui balaye l'Amérique latine. Il a soutenu la coopération entre l'Amérique latine et les Caraïbes et a contribué à la mise en place de l'Union des nations sud-américaines, de l'Alliance bolivarienne pour les Amériques, de la Banque du Sud, et du réseau régional de télévision Telesur. D'après le Time, il fait partie des 100 personnes les plus influentes du monde en 2005 et 2006.

### Nouvelle constitution (1998-2000)
Éprouvant des difficultés à faire passer ses réformes aux parlements, il met en œuvre le 25 avril 1999 un référendum sur l'opportunité de former une nouvelle assemblée constituante, de programmer des élections pour cette dernière et une nouvelle élection présidentielle pour l'année 2000, ce référendum verra une victoire du « oui » à 92 % avec un taux de participation de 40 %. Le 7 août, la nouvelle Assemblée constituante est instituée en petite pompe, en effet, Hugo Chávez a annulé le défilé militaire qui accompagne habituellement cette cérémonie, voulant par là illustrer la soumission de l'armée aux autorités civiles dans un pays qui a précédemment connu de nombreuses dictatures militaires. Ce défilé est remis au 4 février, date anniversaire de sa première tentative de coup d'État. Cette assemblée à 95 % chaviste a pour mandat de préparer une nouvelle constitution afin de remplacer celle de 1961. Ses 131 membres, la plupart sans aucune expérience politique, n'ont que trois mois pour la rédiger. Il est prévu de faire ratifier cette nouvelle constitution par référendum[réf. nécessaire].
Le 19 décembre de la même année, 72 % des participants au référendum acceptent la nouvelle constitution « bolivarienne ».
Les principaux changements apportés par la Constitution de la république bolivarienne du Venezuela sont :
- changement de nom du pays en « République bolivarienne du Venezuela » ;
- abolition du Sénat, passant ainsi à un système monocaméral ;
- le mandat du président de la République passe de 5 ans à 6 ans ;
- le président peut être réélu immédiatement à la fin de son mandat une seule fois. La constitution antérieure permettait la réélection du président, mais seulement après une période d'au moins 10 ans ;
- mise en vigueur du « référendum révocatoire » qui permet au peuple de destituer n'importe quel gouvernant, fonctionnaire ou administrateur public, y compris le président.

Peu après le référendum, le Venezuela est confronté à l'une des plus importantes catastrophes naturelles survenues en Amérique latine. Des inondations et glissements de terrain provoquent de 15 000 à 30 000 morts et laissent des dizaines de milliers de personnes sans abris. En réaction, le gouvernement annonce un plan d'urgence qui comprend la réquisition des terrains des grands propriétaires. La catastrophe provoque par ailleurs la perte de près de 60 % des récoltes, dans un contexte où 73 % des capitaux américains se sont retirés depuis le début de l'année, par crainte d'instabilité politique et par méfiance envers la politique d’Hugo Chávez.

### Première réélection (2000)

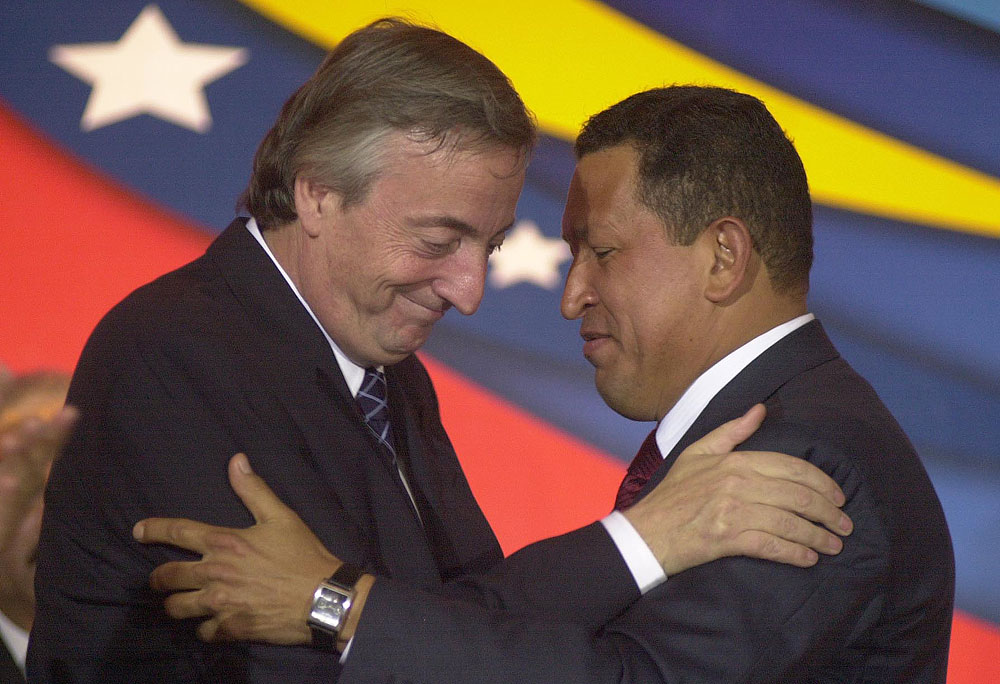
Le président argentin Néstor Kirchner et Hugo Chávez en juillet 2004.

Les élections générales promises par Chávez ont lieu le 30 juillet 2000. Chávez est réélu président avec 59,5 % des voix. Le MVR remporte 93 des 165 sièges de l'Assemblée nationale. Le 10 août 2000, dans le cadre d'une tournée de l'OPEP (pays producteurs de pétrole), Chávez effectue une visite officielle en Irak. Il est le premier chef d'État à s'y rendre depuis la première guerre du Golfe. À la suite des attentats du 11 septembre 2001, les cours du pétrole brut s'effondrent ce qui provoque une crise économique, l'économie du Venezuela reposant en grande partie sur le pétrole dont le pays est le troisième exportateur mondial. Dans le même temps le gouvernement est aux prises avec d'importants troubles sociaux.
Trois séries de mesures sur le plan de la politique intérieure sont particulièrement critiquées par l'opposition et le patronat : la réforme agraire, la prise en main du secteur pétrolier et l'augmentation des redevances sur le pétrole, et la saisie de terrains côtiers pour une surface équivalente à celle de la Belgique[réf. nécessaire]. L'opposition et le patronat jugent en particulier que ces mesures vont à l'encontre du droit à la propriété privée. Ces grèves et ce climat de tension contribueront à alimenter un mouvement qui culminera dans le coup d'État de Pedro Carmona en 2002.
Le 10 décembre 2001, le patronat et des syndicats[Lesquels ?] vénézuéliens appellent à une grève générale pour protester contre les mesures économiques d'Hugo Chávez. À cette occasion Pedro Carmona considère que les mesures économiques prises par Chávez représentent la plus grande confiscation de propriété privée de l'histoire du Venezuela. Au même moment, des milliers de partisans du gouvernement se réunissent à Caracas afin de soutenir le président, et écoutent un discours de Chávez justifiant les mesures engagées. La population vénézuélienne est partagée entre pro et anti-chavistes[réf. souhaitée]. Le dimanche 7 avril 2002, Chávez, en direct lors de son émission Aló Presidente et avec un sifflet, met à la porte sept dirigeants de la Compagnie nationale des pétroles du Venezuela (PDVSA) et en force douze autres à prendre leur retraite. Mécontents, les cadres de la compagnie protestent et la Confederacion de Trabajadores de Venezuela (Confédération des travailleurs du Venezuela, CTV), de concert avec le patronat, appelle à une grève générale de 24 heures. Le secteur pétrolier, responsable de 80 % des exportations du pays n'emploie que 2 % de la main-d'œuvre et dispose d'un poids économique important lors des mouvements de grève.

### Tentative de coup d'État (2002)
Le 7 avril 2002, Hugo Chávez annonce, à la télévision, le licenciement des cadres dirigeants de la compagnie pétrolière PDVSA. S'ensuit une intensification des manifestations de l'opposition. Le 9 avril, les syndicats CTV et Fedecámaras annoncent une grève générale de 24 heures pour soutenir les dirigeants licenciés. L'opposition convoque une manifestation le 11 avril et réussit à regrouper plus de 200 000 personnes. Cette manifestation est au départ prévue et autorisée jusqu'au siège de PDVSA, situé dans le secteur de Chuao, vers l'est de Caracas, mais sur un appel à « marcher sur Miraflores », elle est déviée vers le palais présidentiel, où a lieu le rassemblement pro-Chávez. Lorsque la manifestation atteint le centre-ville, de violents affrontements éclatent. Le maintien de l'ordre est assuré, selon le secteur, par la police métropolitaine de Caracas ou par la garde nationale. Hugo Chávez, qui se trouve dans le palais, active le « plan Avila » (plan d'opérations de l'armée pour contenir des troubles à l'ordre public),. L'ordre n'est pas exécuté car le général Manuel Antonio Rosendo, chef du Commandement unifié de la Force armée nationale, soutient les officiers qui demandent la démission du gouvernement. Les chaînes de télévision privées émettent, le 11 avril, avec un « écran divisé », montrant sur une moitié les émissions habituelles et sur l'autre Chávez et des scènes des troubles au centre de Caracas. Le gouvernement ordonne l'arrêt des émissions, mais les chaînes réussissent à les rétablir quelques minutes plus tard.
Les premiers morts et blessés par balle ont lieu en début d'après-midi. Quelques heures plus tard, les chaînes de télévision diffusent un message lu par le général Lucas Rincon Romero (es), entouré de hauts officiers, qui déclare ne pas reconnaître l'autorité du gouvernement de Chávez et fait allusion aux décès survenus à Caracas. Venevision diffuse ensuite des images d'un groupe de partisans de Chávez qui tirent au pistolet depuis le pont Llaguno vers le sud (ce qui leur donnerait un angle de vision favorable mais dépassant la distance d'engagement des armes de poing). Ces images, selon Chávez et le gouvernement, étaient manipulées et ne montraient pas qui était la cible des tireurs, bien que la voix off indiquait qu'ils tiraient sur des manifestants de l'opposition. Les tireurs, arrêtés quelques jours plus tard, déclareront qu'ils ripostaient au feu des snipers postés sur les étages élevés des immeubles adjacents et des fonctionnaires de la police métropolitaine de Caracas. Dans ce secteur, douze décès sont comptabilisés. Lors du procès pour ces homicides et les blessures infligées à 29 autres personnes, neuf fonctionnaires de police et deux militaires de la garde nationale, en plus des tireurs du pont Llaguno (dont un conseiller municipal du parti de Chávez) seront mis en examen, le jugement final prononçant une condamnation contre trois commissaires et huit agents de la police métropolitaine. Pendant la nuit, les officiers à l'origine du coup demandent à Chávez de se rendre et démissionner, sous peine de voir le palais de Miraflores, toujours entouré par des partisans du gouvernement, attaqué. Vers minuit, le 12 avril 2002, le général Rincon Romero, ministre de la Défense, apparaît à la télévision et déclare qu'« on a demandé la démission [de Chávez], ce qu'il a accepté ». Quelques heures plus tard, Chávez se rend, quitte Miraflores et est transporté à la base militaire de Fuerte Tiuna, à Caracas. Ces évènements sont filmés de l'intérieur du palais par les journalistes Kim Bartley et Donnacha O'Brien, réalisatrices du documentaire irlandais Chávez, le film (The revolution will not be televised).
Dans l'après-midi du 12 avril, Pedro Carmona, président du syndicat patronal Fedecamaras, est proclamé président par intérim avec l'« acte de constitution du gouvernement de transition démocratique et d'unité nationale », signé par environ 400 personnes présentes au palais de Miraflores. Dans la foulée, le pouvoir législatif est dissous et les députés de l'Assemblée nationale (et leurs suppléants) sont destitués, de même que les maires élus depuis l'élection de Chávez, les membres du Tribunal suprême de justice, des institutions du ministère public et de la Cour des comptes (la Fiscal General de la República et la Contraloría General de la República), du Défenseur du peuple et du Conseil national électoral,,,,. Le 13 avril, dans la matinée, des manifestations de soutien à Chávez s'organisent dans plusieurs secteurs de Caracas. Elles bloquent les autoroutes qui vont vers l'est et vers la Guaira (où se trouvent le principal port du pays et l'aéroport de Caracas). Les émissions de certaines chaînes privées vénézuéliennes ne comportent alors que des dessins animés et des films. Cependant, la chaîne d'informations par câble CNN et la chaîne privée colombienne Caracol (radio et télévision) continuent à diffuser des informations sur les événements. Chávez est alors transféré dans une base navale à Turiamo, où il écrit, dans une note manuscrite, qu'il n'a « pas renoncé au pouvoir légitime que le peuple [lui] a donné ». Il est ensuite transféré à l'île La Orchilla.
Pendant la nuit, des partisans de Chávez parviennent à s'emparer de la chaîne Venezolana de Televisión, jusqu'alors contrôlée par la police de l'État de Miranda, gouverné par l'opposant Enrique Mendoza. Les partisans de Chávez rétablissent le signal et commencent à émettre en direct. Un bataillon, basé à Maracay et sous le commandement de Raúl Isaías Baduel, déclare son adhésion à la Constitution et met en route l'« opération de sauvetage de la dignité nationale ». Les partisans de Chávez occupent le palais de Miraflores, abandonné par le gouvernement de facto en début d'après-midi et, un peu plus tard, le vice-président Diosdado Cabello prête serment comme président provisoire. Au petit matin du 14 avril, une unité héliportée libère Chávez à La Orchilla et le ramène à Caracas. Diosdado Cabello effectue la passation des pouvoirs. Chávez fait alors une déclaration en montrant un crucifix, et appelle au calme.
D'importants groupes médiatiques vénézuéliens comme El Universal, El Nacional, El Nuevo País (es), Globovisión, Televen, CMT et RCTV ont soutenu le coup. En même temps, le point de vue de l'opposition anti-Chávez a été relayé dans les dépêches de plusieurs agences de presse et média internationaux. La une du 11 avril du quotidien El Nacional titrait « La bataille finale sera à Miraflores ». Pendant le mois de mars, RCTV a donné une couverture médiatique extensive des manifestations anti-Chávez, tout en évitant de couvrir les manifestations pro-Chávez.
Le 11 avril, la manifestation anti-Chávez, le message « Chávez dehors » et l'appel à diriger la manifestation vers le palais présidentiel à Miraflores ont été diffusés par les chaînes de télévision privées. Des annonces à la télé, diffusées gratuitement, appelaient les Vénézuéliens à participer à la manifestation. Andrés Izarra, alors directeur de production de l'émission El observador de RCTV, déclarera plus tard à l'Assemblée nationale qu'il a reçu des instructions précises du propriétaire Marcel Granier (es) pour que le 11 avril et les jours suivants, il ne diffuse « aucune information sur Chávez, ses partisans, ses ministres et aucune autre qui pourrait avoir un quelconque rapport avec lui. » Les comploteurs, dont Carmona, se retrouvent au siège de la chaîne de télévision Venevisión. Après la détention de Chávez, des protestations pro-Chávez, incluant des émeutes soldées par dix-neuf morts, ont éclaté à divers endroits de Caracas. RCTV les ignora et envoya ses équipes dans des secteurs calmes de la ville pour Émissions de tranquillité en direct. La télévision vénézuélienne n'a pas informé de la reprise du palais de Miraflores par les partisans de Chávez ; les quatre principales chaînes ont tout simplement arrêté de diffuser des informations sur les évènements. Le St. Petersburg Times signala que RCTV diffusait des dessins animés. Venevisión diffusa un marathon de films hollywoodiens : Lorenzo's Oil, Nell et Pretty Woman. Une autre chaîne, Televen, conseilla à ses téléspectateurs de « rester à la maison », et diffusa des matchs de baseball et des feuilletons. Globovisión, la plus importante chaîne d'information en continu du pays et associée de CNN, rediffusa en boucle des enregistrements de la sortie de Chávez. Une voix off prévenait les téléspectateurs : « Nous vivons des temps de changement politique ». Les directeurs de Venevisión, RCTV et Globovisión, tout comme l'éditeur d'El Nacional, se sont réunis avec Carmona à Miraflores. Le directeur de Globovisión semble avoir appelé CNN à Atlanta (le siège de CNN en espagnol) « pour demander au réseau américain de se joindre au blackout. » Deux des trois principaux journaux, El Universal et El Nacional ont annulé leurs éditions du dimanche, « pour des raisons de sécurité ». Le troisième journal, Ultimas Noticias (es), a imprimé à tirage limité son édition, rendant compte des faits objectivement. D'autres quotidiens et des médias régionaux ont également couvert les évènements. Lorsque CNN a annoncé l'opposition au coup d'une division stratégique des Forces armées à Maracay, « CNN exprima sa surprise sur le fait que la presse n'en disait rien. » Le communiqué des officiers demandant la restauration de la démocratie depuis Fuerte Tiuna (es) a dû être diffusé par CNN, parce qu'aucune chaîne vénézuélienne n'a accepté de le faire.
En 2004, le ministre des Affaires étrangères espagnoles Miguel Ángel Moratinos accuse le gouvernement de José María Aznar d'avoir encouragé l'ambassadeur à appuyer le coup d'État,. Ces évènements ont été filmés de l'intérieur par des journalistes d'une chaîne irlandaise, RTE, qui étaient sur place pour tourner un reportage sur le programme d'Hugo Chávez. Ils en ont tiré un documentaire : The revolution will not be televised. Ce film a été critiqué pour son parti pris pro-Chàvez et pour d'éventuelles manipulations dans son antithèse. Radiografía de una mentira. Le journaliste Brian A. Nelson a écrit dans son livre, The Silence and the Scorpion sorti en 2009, que le coup d'État de 2002 n'était pas prémédité, que les membres des milices contrôlées par Chávez sont les principaux responsables des violences et des morts de ces évènements et que le pouvoir a utilisé ceux-ci à son profit.

### Référendum révocatoire de mi-mandat (2004)
Hugo Chávez a mis en place, dans la nouvelle constitution, la possibilité pour le peuple de décider de la révocation du président ou de tout fonctionnaire vénézuélien par un référendum pouvant être organisé une fois la moitié de son mandat effectué et un certain nombre de signatures réunies. Ainsi, l'opposition a réuni le nombre de signatures nécessaires pour entamer cette procédure de révocation à mi-mandat. Les signatures sont refusées par le Conseil national électoral (CNE), car une partie de celles-ci a été collectée avant la fin de la période de mi-mandat règlementaire. L'opposition a de nouveau réuni le nombre suffisant de signatures pour permettre l'organisation du référendum révocatoire.

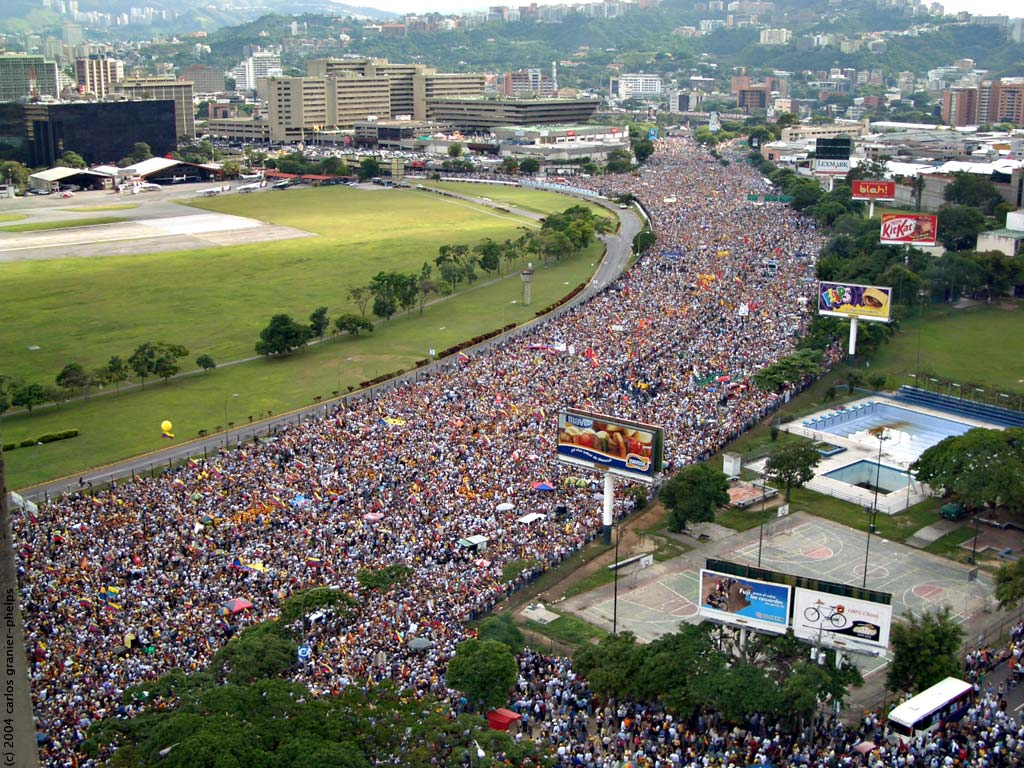
Manifestations contre Hugo Chavez en 2004, à Caracas.

Le référendum révocatoire est mis en place pour le 15 août 2004. Pour en garantir la régularité, il est surveillé par la Fondation Carter et par l'Organisation des États américains (OEA). Le soir, les résultats préliminaires indiquent qu'environ 58 % des votants se prononcent contre la destitution de Chávez. Ce chiffre est confirmé par la fondation Carter et l'OEA,, mais les opposants affirment que le résultat est entaché de fraudes. Dans les jours qui suivent, la majorité de l'opposition s'accorde à reconnaître Chávez gagnant et seul le parti de Mendoza refuse d'admettre la victoire du no.
Le résultat final, annoncé le 23 août 2004, confirme une victoire du non à 58,91 %.

### Deuxième réélection et réforme constitutionnelle (2006-2009)
Le 3 décembre 2006, Chávez gagne l'élection présidentielle avec 62,8 % des voix, battant le chef de l'opposition, Manuel Rosales (36,9 %).
Il annonce, le lendemain, l'organisation d'un référendum constitutionnel afin, entre autres, d'abolir toute limite au nombre de mandats pouvant être effectués par le président. Cette proposition a été interprétée par certains médias comme l'organisation d'une présidence à vie.
Le 18 janvier 2007, le Parlement vénézuélien — dont tous les membres appartiennent, outre le MVR, à des partis de gauche plus ou moins favorables au gouvernement, puisque l'opposition a boycotté les dernières législatives — accorde à Chávez les « pleins pouvoirs » pour une durée de dix-huit mois, en votant une loi l'autorisant à légiférer par décret dans certaines parties du pays. En août de la même année, il annonce la formation du Parti socialiste unifié du Venezuela à l'occasion d'un rassemblement politique de lancement, nouveau parti ayant pour vocation de regrouper toutes les formations politiques soutenant la révolution bolivarienne entreprise par le gouvernement.
Dans la foulée de ses déclarations de 2006, Hugo Chávez lance en 2007 une réforme qui prévoit de supprimer le nombre limite de mandats, d'inscrire le socialisme dans la constitution et de permettre des mesures d'exception à la liberté de la presse en temps de crise. Ainsi, le 24 octobre 2007, le socialisme est inscrit dans la constitution du Venezuela : pour de nombreux opposants, il s'agit d'une remise en cause du pluralisme politique, le socialisme étant « érigé en doctrine d'État ». Lorsque l'état d'urgence est proclamé, la liberté de la presse peut être suspendue, ainsi que les normes de la justice ; pour les partisans de Chávez, ces dispositions sont semblables à ce qui existe dans d'autres démocraties, tandis que ses opposants voient une nouvelle atteinte aux libertés publiques.
En novembre, un ancien fidèle de Chávez, l'ancien général et ministre de la Défense, le général Raúl Isaías Baduel, qui avait fondé avec lui le MBR-200 et avait aidé son retour au pouvoir en 2002, qualifie la réforme de « coup d'État » se proclamant dans le même discours « chef de l'opposition ». Il avait déjà dénoncé en juillet 2007 à propos de cette réforme « l'orthodoxie marxiste, qui considère la démocratie […] comme un simple instrument de la domination bourgeoise ».
Le 2 décembre 2007, l'électorat vénézuélien rejette par référendum la réforme constitutionnelle proposée par Hugo Chávez à une courte majorité de 50,7 % des suffrages exprimés, au terme d'une consultation marquée par une abstention de 49,7 % des inscrits. Malgré la défaite de Chávez, les accusations de fraudes orchestrées par ses partisans ont été nombreuses,. Après quelques tergiversations, Chávez annonce, conséquemment à cette défaite, sa première lors d'une consultation du peuple, qu'il se retirera à l'issue de son second mandat, c'est-à-dire en 2013.
À la suite de cette défaite, l'hebdomadaire libéral britannique The Economist accuse Chávez, qu'il qualifie d'autocrate, de prendre plusieurs mesures violant la constitution de 1999. Plusieurs d'entre elles ont été introduites par décret présidentiel, le jour où ses pleins pouvoirs prenaient fin. En outre, plusieurs centaines de candidats aux élections locales et régionales ont été interdits de concourir car accusés de corruption, sans qu'aucune condamnation n'ait pourtant été prononcée. Le 9 mars 2008 est officiellement fondé le Parti socialiste unifié du Venezuela (PSUV), qui revendique 2,5 millions d'adhérents à sa création. Bien que regroupant, en plus du Mouvement Cinquième République, plusieurs petites formations soutenant le gouvernement, il a échoué à en convaincre d'autres, comme le Parti communiste du Venezuela, d'abandonner leur indépendance pour se dissoudre dans le nouveau parti. Le 23 novembre 2008, les élections régionales voient la victoire relative de l'opposition, puisque les quatre régions les plus peuplées et les plus riches du pays passent à l'opposition, de même que la capitale. The Economist note pour sa part que le parti chaviste a gagné dans des zones rurales peu peuplées, tandis que l'opposition a gagné « là où cela était important ».
Après le premier rejet par référendum de la suppression de la limite des mandats, Hugo Chávez organise en février 2009 un second référendum. Ses adversaires l'accusent à nouveau de vouloir organiser une « présidence à vie ». Ce second référendum est cette fois approuvé par les électeurs (54,9 % de « oui »).

### Troisième réélection (2012)
Le 7 octobre 2012, à l'issue d'une campagne marquée par les incertitudes sur son état de santé, Hugo Chávez est réélu président du Venezuela avec 55,07 % des voix, battant Henrique Capriles, qui recueille 44,31 % des voix, soit le meilleur résultat pour un candidat d'opposition depuis l'arrivée au pouvoir de Chávez.

### Maladie et mort (2011-2013)

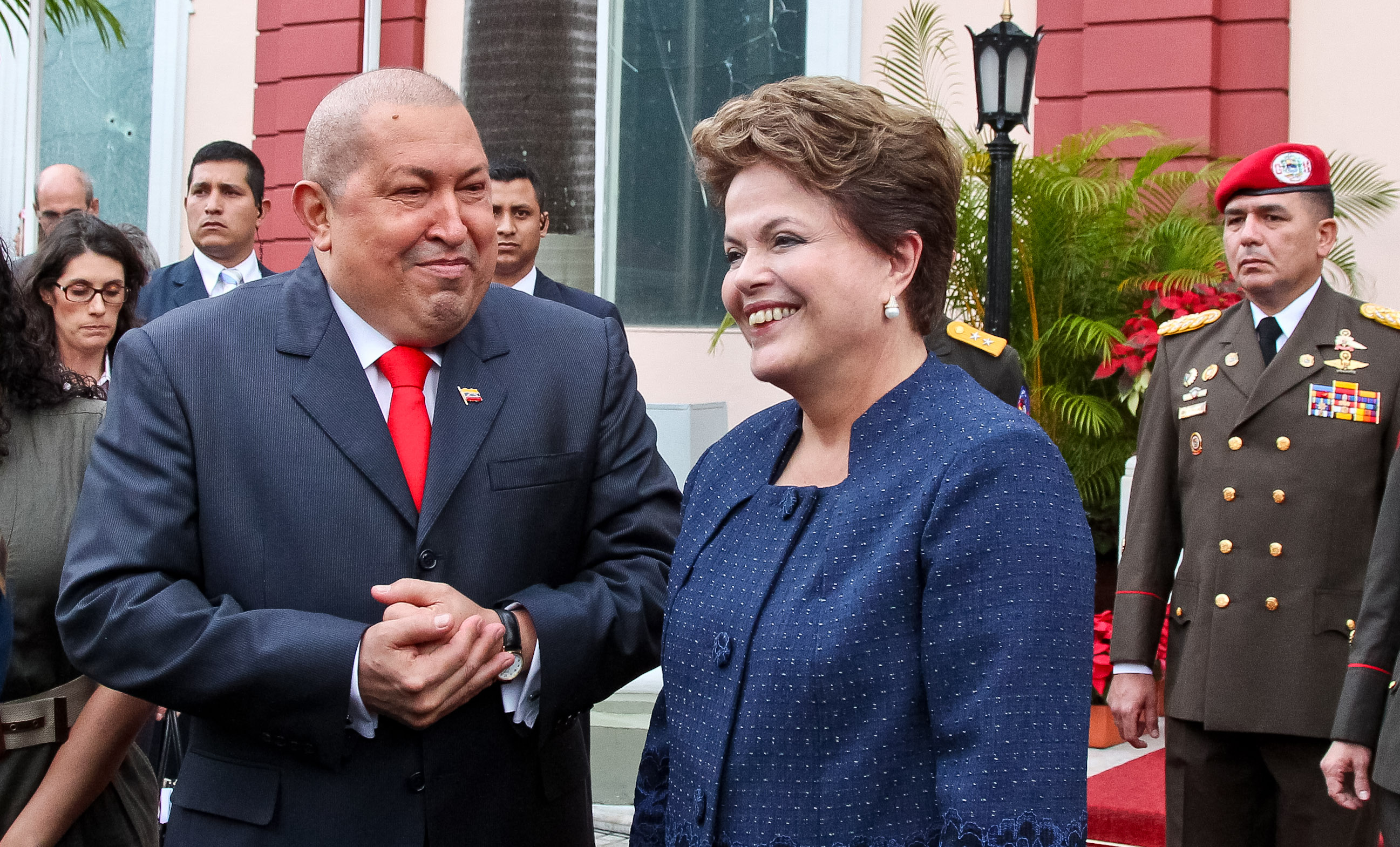
Hugo Chávez avec Dilma Rousseff, le 1er décembre 2011.

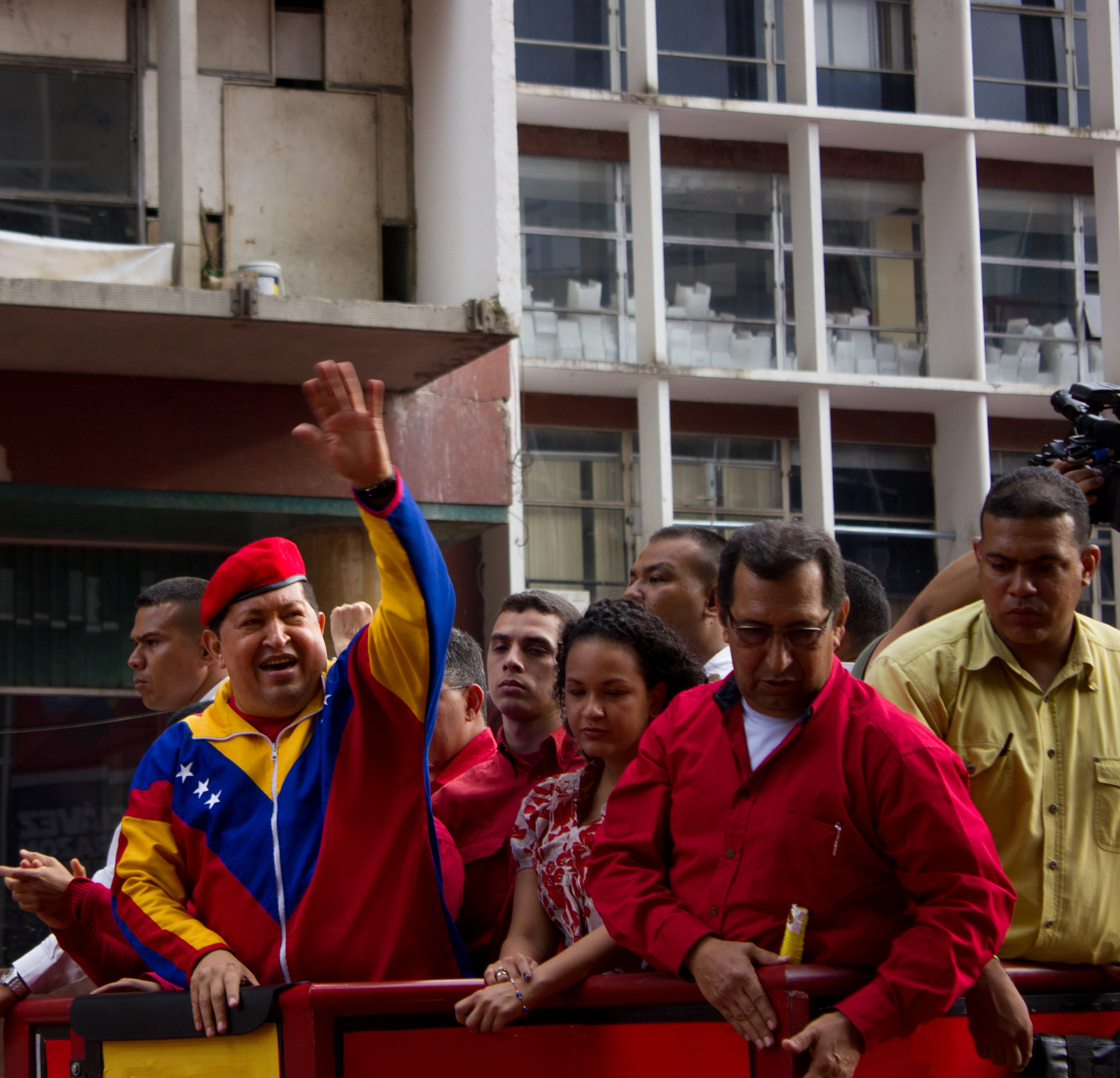
Hugo Chávez le 11 juin 2012.

Le 10 juin 2011, en visite officielle sur l'île de Cuba, Hugo Chávez est opéré en urgence sur place pour un abcès pelvien, c’est-à-dire une accumulation de pus dans la zone inférieure de l'abdomen. Aucune information n'est donnée pendant plusieurs semaines sur son état de santé, laissant place à une succession de rumeurs et spéculations. Le 1er juillet, Hugo Chávez annonce qu'il a été opéré une seconde fois pour retirer une tumeur avec présence de cellules cancéreuses. Quelques jours plus tard, le gouvernement annonce que la tumeur n'a pas été totalement retirée. Alors que Chávez retourne à Cuba pour se faire soigner et qu'il observe de longues semaines de convalescence, sa capacité à gouverner est mise en doute.
Peu après la campagne présidentielle de 2012, pendant laquelle il affirmait être guéri, il demande l'autorisation à l'Assemblée nationale de quitter le territoire national afin de continuer son « processus de récupération ». Dans la soirée du jour où l'Assemblée a donné son accord, Hugo Chávez quitte le Venezuela. Le 8 décembre 2012, alors qu'il est rentré la veille à Caracas, il annonce à la télévision qu'il retourne à Cuba afin de suivre un nouveau traitement. Il fait alors une nouvelle demande d'autorisation à l'Assemblée nationale pour quitter le territoire et demande à ses partisans de choisir le vice-président, Nicolás Maduro, comme candidat à une éventuelle élection présidentielle anticipée. L'Assemblée nationale valide, le 9 décembre, la demande du président. Le lendemain, Hugo Chávez part pour La Havane, tout en assurant qu'il continuera d’exercer ses fonctions. Le 16 décembre, le parti au pouvoir remporte les élections régionales.
Le 8 janvier 2013, le président de l'Assemblée nationale, Diosdado Cabello, indique que le président a réclamé la prolongation de son « processus de récupération » post-opératoire au-delà du 10 janvier, ce qui ne lui permet pas de se présenter à cette date devant l'Assemblée nationale pour son investiture. L'article 231 de la Constitution est invoqué et il est indiqué que « la prestation de serment aura lieu à une date ultérieure devant le Tribunal suprême de justice »,. Cette décision du Tribunal suprême de justice est considérée par l'opposition comme une atteinte à la Constitution. Nicolás Maduro assure que c'est une journée historique qui marque le début du nouveau mandat d'Hugo Chávez, tandis que plusieurs présidents latino-américains font le déplacement en signe de solidarité.
Après son opération, Chávez est victime d'une infection respiratoire et son état se dégrade, des sources évoquant même son décès. Le 26 janvier 2013, Ernesto Villegas, ministre de la Communication du Venezuela, déclare que « 45 jours après avoir pratiqué une intervention chirurgicale pour extirper une lésion maligne dans le pelvis, avec des complications sévères », « l'évolution est favorable » et que « l'infection respiratoire a été surmontée, bien que persiste encore un certain niveau d'insuffisance respiratoire qui est traité de manière adéquate » à l'hôpital Hermanos Ameijeiras (es) de La Havane. Les personnalités de l'opposition affirment que le président est trop malade pour être en possession de ses facultés et remettent en cause l'authenticité des décrets qu'il aurait signés.

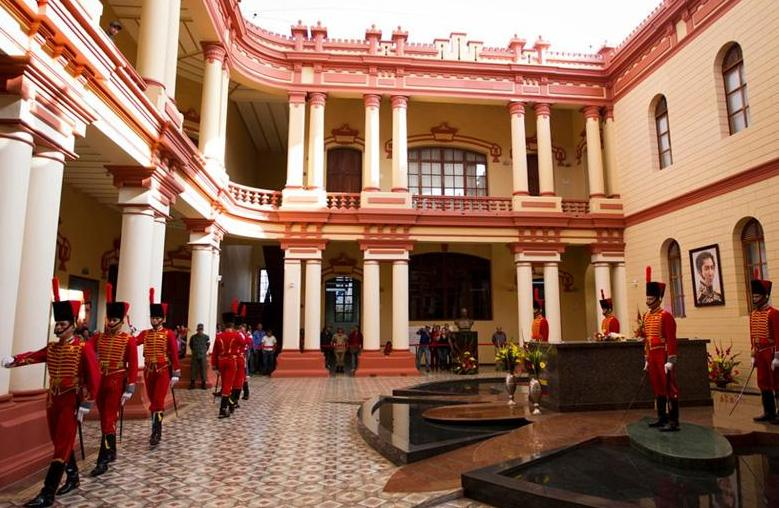
Tombe de Chávez à la caserne de la Montaña, à Caracas.

Selon la version officielle, Hugo Chávez revient à Caracas le 18 février 2013, sans toutefois se montrer en public. Certaines sources indiquent qu'il est revenu dans son pays pour y mourir et sa succession est de plus en plus ouvertement évoquée. Sa mort, à l'âge de 58 ans, est annoncée à la télévision le 5 mars 2013 par le vice-président, Nicolás Maduro,. Celui-ci accuse les « ennemis historiques » du Venezuela d'avoir provoqué son cancer et fait expulser des diplomates américains. Sept jours de deuil national sont prévus. Néanmoins, selon Leamsy Salazar (en), ancien chef de la sécurité d'Hugo Chávez, celui-ci serait, en réalité, mort le 30 décembre 2012, soit plus de deux mois avant l'annonce officielle. Pour Guillermo Cochez (en), ancien ambassadeur du Panama à l'Organisation des États américains (OEA), ce secret d'État aurait servi à mieux assurer la transition entre Hugo Chávez et Nicolás Maduro.
De nombreux chefs d'État participent aux funérailles nationales de Chávez, le soir du 8 mars 2013 à Caracas, parmi lesquels de nombreux représentants de l'Amérique latine : Cristina Fernández (Argentine), José Mujica (Uruguay), Evo Morales (Bolivie), Dilma Rousseff (Brésil), Raúl Castro (Cuba), Enrique Peña Nieto (Mexique), Juan Manuel Santos (Colombie), Rafael Correa (Équateur), Sebastian Piñera (Chili), Ollanta Humala (Pérou), Daniel Ortega (Nicaragua), Ricardo Martinelli (Panama), Mauricio Funes (Salvador), Michel Martelly (Haïti), Danilo Medina (République dominicaine). Des chefs d'État du reste du monde étaient également présents, tels que les présidents biélorusse, Alexandre Loukachenko, ou iranien, Mahmoud Ahmadinejad. La majorité des chefs d'État occidentaux ne se sont pas déplacés : la France a par exemple été représentée par le ministre des Outre-mers, Victorin Lurel, qui a déclaré que « le monde gagnerait à avoir beaucoup de dictateurs comme Hugo Chávez puisqu'on prétend que c'est un dictateur », ajoutant même que Chávez, « c'est De Gaulle plus Léon Blum »,, créant ainsi une vive polémique en France. Chávez a été enterré dans un mausolée à son nom.
Nicolás Maduro assure l'intérim à la tête de l'État et confirme sa candidature à la succession de Chávez. Le 9 mars 2013, le Conseil national électoral fixe la date de l'élection anticipée au 14 avril 2013. Maduro l'emporte de justesse face à Henrique Capriles.

## Actions

### Politique intérieure

#### Politique économique
Depuis son élection, Hugo Chávez déclare mettre petit à petit en place une politique économique sensiblement « socialiste » sans pour autant l'être totalement : il la nomme « révolution bolivarienne ». Une redistribution partielle des terres a été lancée : dans un pays où l'économie est principalement fondée sur l'exploitation du pétrole et où la question de la terre n'est pas considérée par certains comme un problème économique depuis les années 1960[réf. nécessaire] — ce qui rend d'autant plus important le développement du secteur non pétrolier. Hugo Chávez décide de nationaliser les latifundiums, grands domaines de terre cultivable peu exploités et dont la légalité de l'acquisition est questionnée (certains riches propriétaires ne sont pas en mesure de justifier d'un titre de propriété). Il les redistribue alors à des coopératives d'agriculteurs, sous le régime de la propriété communale[réf. nécessaire]. Selon le journal International Herald Tribune, les résultats n'en ont pas été concluants et de nombreux économistes craignaient en 2007 que la politique menée par M. Chávez ne rende le Venezuela encore plus dépendant des importations alimentaires qu'auparavant. Pronostic qui semble se concrétiser en 2016 avec une réelle pénurie alimentaire. Des systèmes de microcrédits d'initiative publique sont mis en place afin de faciliter le développement des petites entreprises parmi les franges les plus pauvres de la population n'ayant pas accès au crédit bancaire, faute de garanties suffisantes. À la différence du microcrédit commun, issu d'initiatives privées, celui mis en place ici est encouragé par l'État mais également par le Haut Commissariat des Nations unies pour les réfugiés pour les initiatives visant les réfugiés colombiens.
La culture des OGM est interdite[réf. nécessaire]. Un système de banque de semences est mis en place. Son but officiel est de préserver la diversité des plantes. La pêche intensive est interdite dans les eaux territoriales vénézuéliennes, afin de préserver la biodiversité maritime et de favoriser les petits pêcheurs. La pêche au chalut est ainsi interdite dans les zones côtières[réf. nécessaire]. La nationalisation de pans entiers de l'économie du pays — généralement contrôlés par des monopoles ou des oligopoles privés — s'est accélérée depuis 2006 : en 2007 le gouvernement requalifie les concessions sur les gigantesques réserves de la « ceinture de l'Orénoque » en entreprises mixtes, où l'État devient actionnaire majoritaire (l'industrie pétrolière vénézuélienne a été nationalisée en 1976, lors de la création de PDVSA). Deux des six multinationales du pétrole présentes se retirent. La même année la Banque BDV (Banco de Venezuela) partiellement nationalisée après la crise bancaire de 1994 et privatisée en 1996 est renationalisée lorsque le gouvernement interrompt les négociations entre celle-ci et le Groupe Santander, qui comptait l'acquérir. En 2008 le sidérurgiste Sidor est partiellement nationalisé (20 % contrôlé par l'État et 20 % par les salariés de l'entreprise), suivi par une usine de production de ciment de la multinationale Cemex. En 2009 le producteur d'électricité EDC (Electricidad de Caracas (es), 11 % de la production du pays) a été acheté par PDVSA rejoignant le pôle public dominé par EDELCA (es), ENELBAR et ENELVEN (es)-ENELCO. Le journal The Economist remarque que sur les 6,5 millions d'habitants ayant un emploi déclaré, 2 millions sont salariés de l'État. Le secteur public est en effet peu susceptible de recourir aux emplois de l'économie informelle, qui représentent près de la moitié du total au Venezuela. En comptant ces derniers, la population active en 2010 est de 11,9 millions de personnes selon les critères de mesure de la CEPAL et de 15 millions selon les critères de l'Organisation internationale du travail.
Les exportations pétrolières du Venezuela, conjuguées à la hausse des cours de l'or noir, ont permis à Hugo Chávez d'entreprendre une politique sociale généreuse. Selon le journal Le Monde, elle pourrait être remise en question avec la baisse des prix du pétrole dans la deuxième moitié de 2008. Ce pronostic ne s'est pas confirmé dans les faits. Le 12 décembre 2009, Hugo Chávez entreprend un rapprochement de plus de 3 milliards de dollars avec Cuba[réf. nécessaire].

##### PIB et croissance
La période 1998-2002, affiche dans l'ensemble une récession de 1,9 %. Les années 2002 (- 8,9 %) et 2003 (- 7,7 %) suivant le coup d'État et la mise hors service de PDVSA affichent le recul le plus marqué sur le PIB. La croissance économique repart à la hausse en 2004 (+ 17,9 %) avec la remontée des cours du pétrole (+ 28 % en 2004 pour le « panier OPEP) après une longue période de prix bas. Les chiffres publiés par les Nations unies (CEPAL et PNUD) permettant d'évaluer la situation économique sont régulièrement contestés par des organisations privées. Selon le Center for Economic and Policy Research, un laboratoire d'idées basé à Washington, le PIB corrigé de l'inflation a pratiquement doublé entre 2003 et 2008 (+ 94,7 %), soit une croissance de 13,5 % en rythme annuel. Selon le laboratoire d'idées, cette croissance provient essentiellement du secteur non pétrolier, et le secteur privé a crû plus rapidement que le secteur public. Cependant, à partir de 2005 les chiffres des Nations unies (via la CEPAL) font état d'une décélération constante : 10,3 % (2005), 8,2 % (2007), - 3,3 % (2009). L'ensemble de l'Amérique latine affiche une évolution similaire : 4,9 % (2005), 5,9 % (2007) et - 1,8 % (2009).
En 2011, la croissance du PIB est de 4 % et de 5 % en 2012. Le pétrole représente, en 2007, 90 % des exportations du pays selon le journal The Economist et 50 % des recettes du gouvernement, selon la CIA.

##### Inflation
Le taux d'inflation annuel au Venezuela pendant les années 1990 a oscillé entre 31 % (1991) et 103 % (1996). En 2007, il a atteint 22,5 %, soit le double de l'objectif gouvernemental qui n'est pas partisan d'une politique de stabilité de prix à outrance. Le Fonds monétaire international, partisan, au contraire, de cette politique de stabilité de prix, l'estimait à 5 % cette année-là pour les économies émergentes. En 2008, le taux d'inflation dépasse les 30 %,, un niveau comparable à ce qu'il était à l'arrivée de l'administration Chávez en 1999. L'inflation atteint 26,7 % en janvier 2012 et 22,2 % en janvier 2013.
Le système de distribution de nourriture subventionnée MERCAL a débouché selon le journal La Croix sur la pénurie de certains produits, car ils sont payés à un prix imposé par l'État en dessous du prix du marché,. Le gouvernement Chávez a mis en place en réponse un programme d'échange « Pétrole contre nourriture »[réf. nécessaire] avec ses voisins sud-américains. Il accuse par ailleurs Nestlé et Parmalat, ainsi que les banques, de provoquer, de diverses façons, ces désordres ; l'opposition pointe quant à elle les mesures socio-économiques du gouvernement comme responsables de la crise.

##### Chômage
Le taux de chômage au Venezuela est passé de 11,3 % (1998) à 7,8 % (2008). Pendant cette période, 2,9 millions d'emplois ont été créés, et la proportion d'emplois dans l'économie informelle est tombée de 54,6 % (1998) à 48,2 % (2008).

##### Criminalité

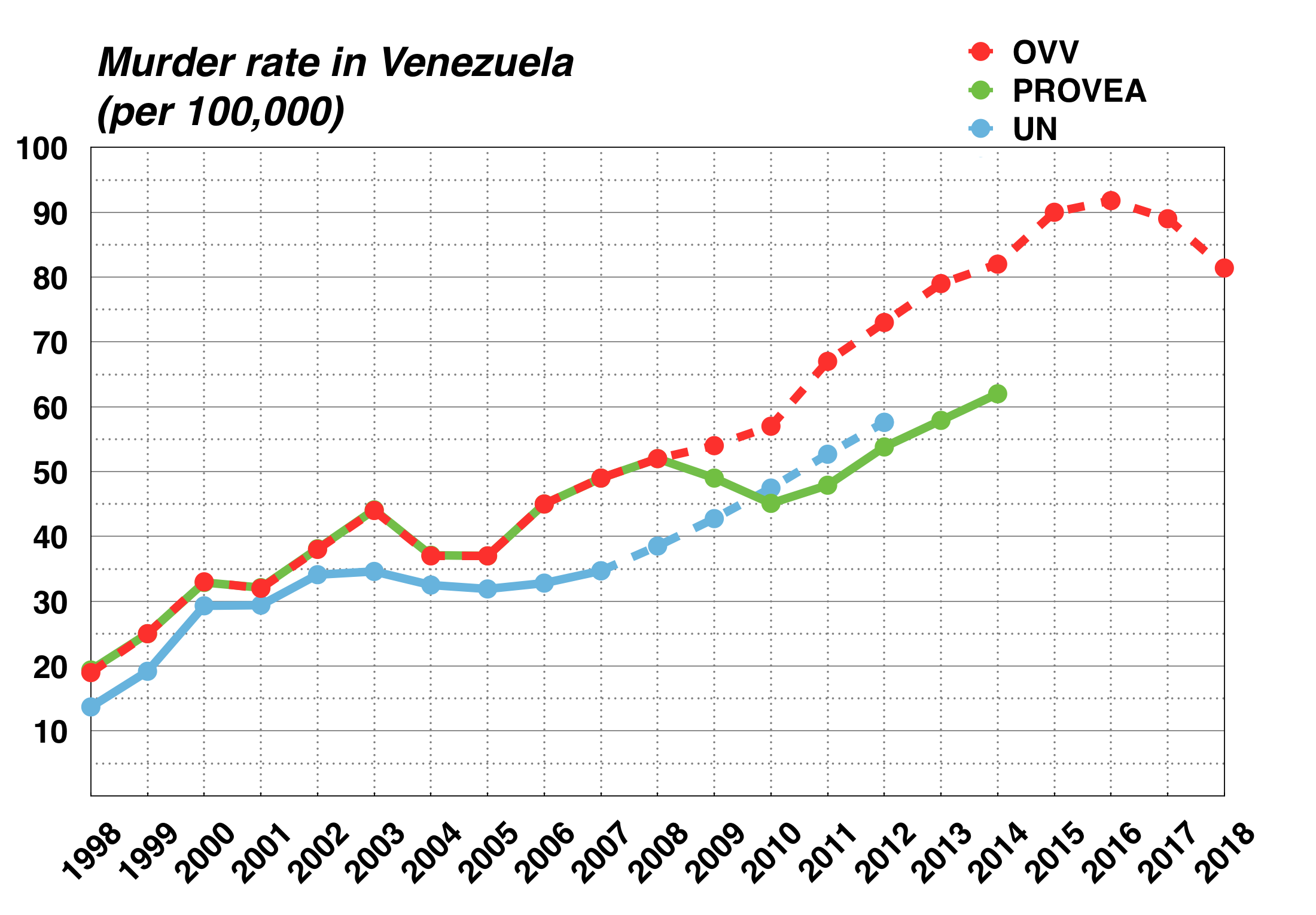
Évolution de la criminalité depuis 1998.

La criminalité sous les présidences Chávez a très fortement augmenté, faisant du pays l'un des plus violents au monde. Mesuré en termes d'assassinats par habitant, c'est le second pays au monde le plus violent, avec 48 assassinats pour 100 000 habitants en 2007. À Caracas, on atteint 130 assassinats pour 100 000 habitants. La Colombie voisine, malgré le trafic de drogue et le terrorisme des FARC et des milices d'extrême droite, a un taux inférieur de 40. Selon le journal The Economist, le taux a triplé depuis l'arrivée au pouvoir d'Hugo Chávez. L'article précise aussi que le mode de comptage des crimes a changé.

##### Politique sociale
Les résultats de sa politique sociale sont fortement mis en doute par l'économiste Francisco Rodriguez, diplômé de Harvard ayant occupé le poste de conseiller économique auprès de l'Assemblée nationale entre 2000 et 2004, qui écrit que « ni les statistiques officielles ni les calculs indépendants ne prouvent que Chávez mène une politique qui améliore véritablement le sort des pauvres ».
Selon d'autres sources, les taux de pauvreté et de pauvreté extrême ont considérablement baissé,. Le rapport du Center for Economic and Policy Research sur l'évolution des indicateurs socio-économiques au cours des dix premières années de l'administration Chávez indique que :
- Le taux de pauvreté a été diminué de moitié, de 54 % des ménages (2003) à 26 % (2008). La pauvreté extrême a diminué de 72 %[121].
- L'accès à la nourriture a été amélioré de manière significative. La consommation calorique moyenne est passée de 91 % des apports recommandés (1998) à 106 % (2007). Les décès liés à la malnutrition ont chuté de 35 % (de 4,9 à 3,2 décès par 100 000 habitants) entre 1998 et 2006, notamment grâce au Programme Alimentaire Scolaire (petit-déjeuner, déjeuner et collation gratuits dans les écoles publiques) et au réseau Mercal de nourriture subventionnée.
- Le coefficient de Gini, qui mesure le degré d’inégalité de la distribution des revenus dans un pays donné, est passé de 0.498 en 1999 à 0.39 en 2011, ce qui représente une réduction très importante des inégalités (l'égalité parfaite étant représentée par un score de 0)[122]. Le Venezuela a ainsi conforté pendant le mandat de Chavez sa position de pays le moins inégalitaire d'Amérique du Sud[123].
- Les allocations sociales, notamment vieillesse et handicap, sont passées de 1,7 million (1998) à 4,4 millions de bénéficiaires (2008)[108].

Le salaire minimum vénézuélien a été augmenté à plusieurs reprises par Chávez.
Le revenu par habitant qui était de 4 000 dollars a bondi à 12 000 dollars en 2009[source insuffisante].
Hugo Chávez a lancé la Mision Vivienda (« mission logement »), en 2011, 200 000 unités ont été construites. L'objectif est de construire deux millions de logements d'ici à 2019.

##### Finances publiques
- Entre 1998 et 2007, la dette publique est tombée de 30,7 % à 14,3 % du PIB (la dette extérieure est passée de 25,6 % à 9,8 %).
- Les recettes publiques ont augmenté (de 17,4 % à 28,7 % du PIB) de même que les dépenses publiques. Ces dernières représentaient 21,4 % du PIB en 1998 et sont passées à 25,7 % en 2007, ce à quoi s'ajoutent les dépenses publiques faites par PDVSA (6,1 % du PIB), comptabilisées séparément[108].

#### Éducation
Hugo Chávez a mis en place plusieurs programmes d'éducation :
- La « Misión Robinsón » pour l'alphabétisation qui utilise, la méthode cubaine « Yo sí puedo » au lieu de l'ACUDE utilisée par les gouvernements précédents ;
- La « Misión Ribas » qui vise à la poursuite de l'enseignement scolaire ;
- La « Misión Sucre » qui concerne l'éducation supérieure.

La réorganisation de la Fundación Ayacucho en 2005 a permis d’attribuer plus de 14 000 bourses d’enseignement supérieur pour l’année 2006. Le nombre d'étudiants dans le supérieur a plus que doublé entre les années 1999-2000 et 2007-2008, et la part du produit intérieur brut consacrée à l’éducation, qui était de 1,7 % en 1993 et de 1,6 % en 1998, est passée à 4,3 % en 2005.
Près d'1 500 000 personnes ont bénéficié entre 2003 et 2005 de la Misión Robinsón et sont ainsi considérées par les autorités vénézuéliennes comme alphabétisées. Pour l'UNESCO, l'analphabétisme atteint moins de 5 % et le Venezuela pourrait constituer un « territoire libre analphabétisme ». La représentante de l'UNESCO au Venezuela souligne que le pays est le seul à réaliser les engagements pris par les pays d’Amérique latine à La Havane en 2002 en matière de réduction de l'analphabétisme.

#### Politique militaire
Depuis 2000 les femmes peuvent intégrer l'armée vénézuélienne.

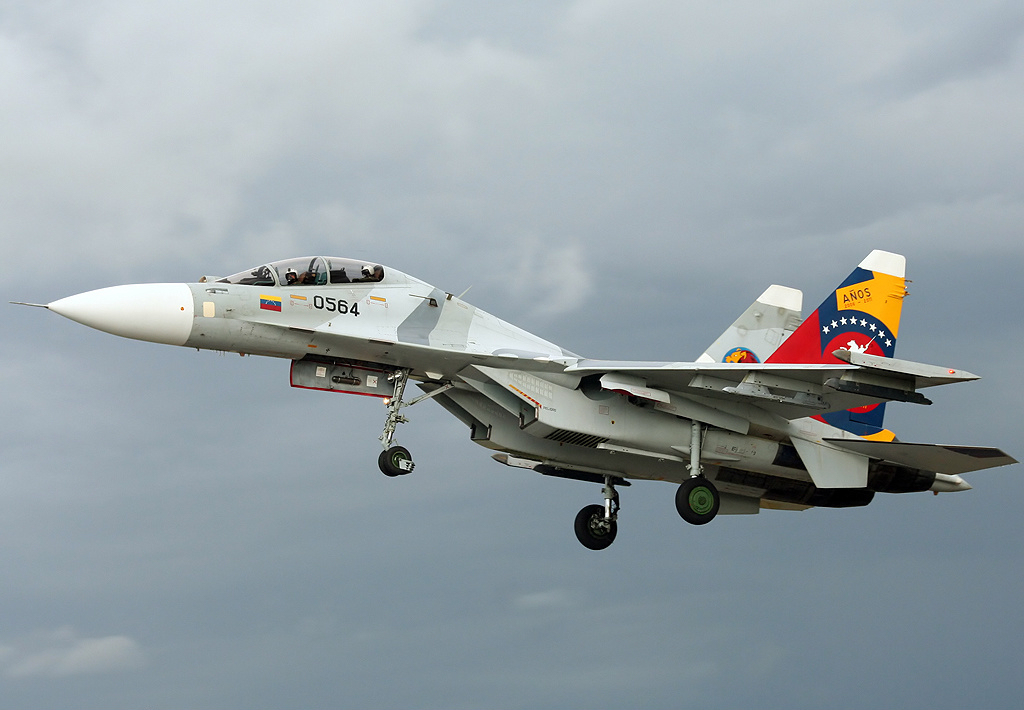
Un Soukhoï SU-30MK2 acheté sous Chávez.

Avec Chávez, les forces vénézuéliennes ont diversifié leurs sources d'approvisionnement en armements, achetant du matériel à la Russie dont il est devenu le second importateur depuis 2006, au Brésil, et à l'Espagne. Entre 2005 et 2008, c'est 4,4 milliards de dollars d'équipements militaires que Chávez a achetés à la Russie. Les États-Unis, déclarant craindre des transferts de technologie, ont pressé la Russie et l'Espagne de ne pas les livrer. Le Venezuela s'est également plaint que les États-Unis aient refusé ou retardé la vente de pièces pour des avions de combat F-16 achetés dans les années 1980. Chávez a rompu la coopération militaire entre les deux pays et demandé le départ des conseillers américains du pays. En 2005, dans le cadre de la doctrine de « Défense intégrale de la nation », Chávez a annoncé la création d'une grande « réserve militaire » pouvant atteindre 1,5 million de personnes soit 6 % de la population du pays. À l´occasion du discours présidentiel du Nouvel An 2006, le président a présenté un projet de changement du nom des troupes vénézuéliennes. Dorénavant, les « troupes vénézuéliennes » deviendront « troupes bolivariennes », en hommage à Bolivar. Ce changement de nom cher au gouvernement Chávez concernerait également la marine et la force aérienne[réf. nécessaire].
En 2008, il a fusionné les deux principaux services de renseignement en un seul organisme : le Bureau de renseignement et de contre-espionnage (cette appellation n'est pas définitive), placé désormais directement sous ses ordres. Tous les citoyens, les fonctionnaires ainsi que les étrangers présents au Venezuela sont désormais obligés, par les articles 16 et 24 de la loi du 28 mai 2008, à coopérer avec les services de renseignements et avec la garde nationale. En septembre 2008, les relations militaires avec la Russie s'approfondissent avec des manœuvres navales avec la marine russe et l'accueil provisoire de 2 bombardiers stratégiques Tu-160 de l'armée de l'air russe

#### Distribution alimentaire
Le réseau de distribution alimentaire MERCAL a été mis en place. Il s'agit de distribuer en dessous des prix du marché, dans des boutiques ou des supermarchés liés à l'État, les produits agricoles. 13 millions de Vénézuéliens bénéficient du réseau de distribution MERCAL, soit un peu plus de la moitié de la population. Mais le MERCAL n'est pas réservé aux plus démunis et tout un chacun peut y faire ses courses.
Le système fonctionne sur la base du rationnement, comme deux litres d'huile ou un kilogramme de lait en poudre par personne. Ce système de distribution favorise cependant les arrangements, les produits vendus aux prix du MERCAL finissant souvent vendus à des prix classiques dans les boutiques. Par ailleurs il a entraîné une raréfaction de certains produits de base comme le lait ; selon un diplomate étranger, « bloqué depuis plusieurs années, le prix de vente du lait est inférieur au coût de production, donc de nombreux paysans ont vendu leurs vaches ». Le gouvernement a dénoncé un « sabotage » à propos de ces pénuries tandis que Fédécameras, l'organisation patronale vénézuélienne, y voit « le signe avant-coureur des pénuries d'une économie planifiée à la soviétique ».
En 2013 la FAO félicite le Venezuela pour ses progrès « remarquables et extraordinaires » en matière de lutte contre la sous-nutrition. L'organisme onusien estime la proportion de personnes affectées par la faim réduite de 14,1 % en 1990 à 4,6 % en 2013, malgré l'accentuation du problème jusqu'en 2001. Le problème de la faim au Venezuela est ainsi considéré comme pratiquement éliminé,.

#### Santé
En échange de livraisons de pétrole vénézuélien, le gouvernement cubain de Fidel Castro fournit environ 20 000 médecins, qui participent au programme Barrio Adentro (es) (« À l'intérieur du quartier »), un programme de santé pour les quartiers défavorisés, et sont également présents dans les zones rurales reculées. 
Les casernes militaires sont utilisées pour accueillir du matériel médical de haute technologie, multipliant ainsi les centres hospitaliers et permettant à une plus grande partie de la population d'y accéder gratuitement. De 1996 à 2006, la mortalité infantile a diminué de plus d'un tiers. Le nombre de médecins généralistes dans le secteur public a été plus que décuplé, fournissant des soins médicaux à des millions de Vénézuéliens qui n'y avaient pas accès.

#### Bilan

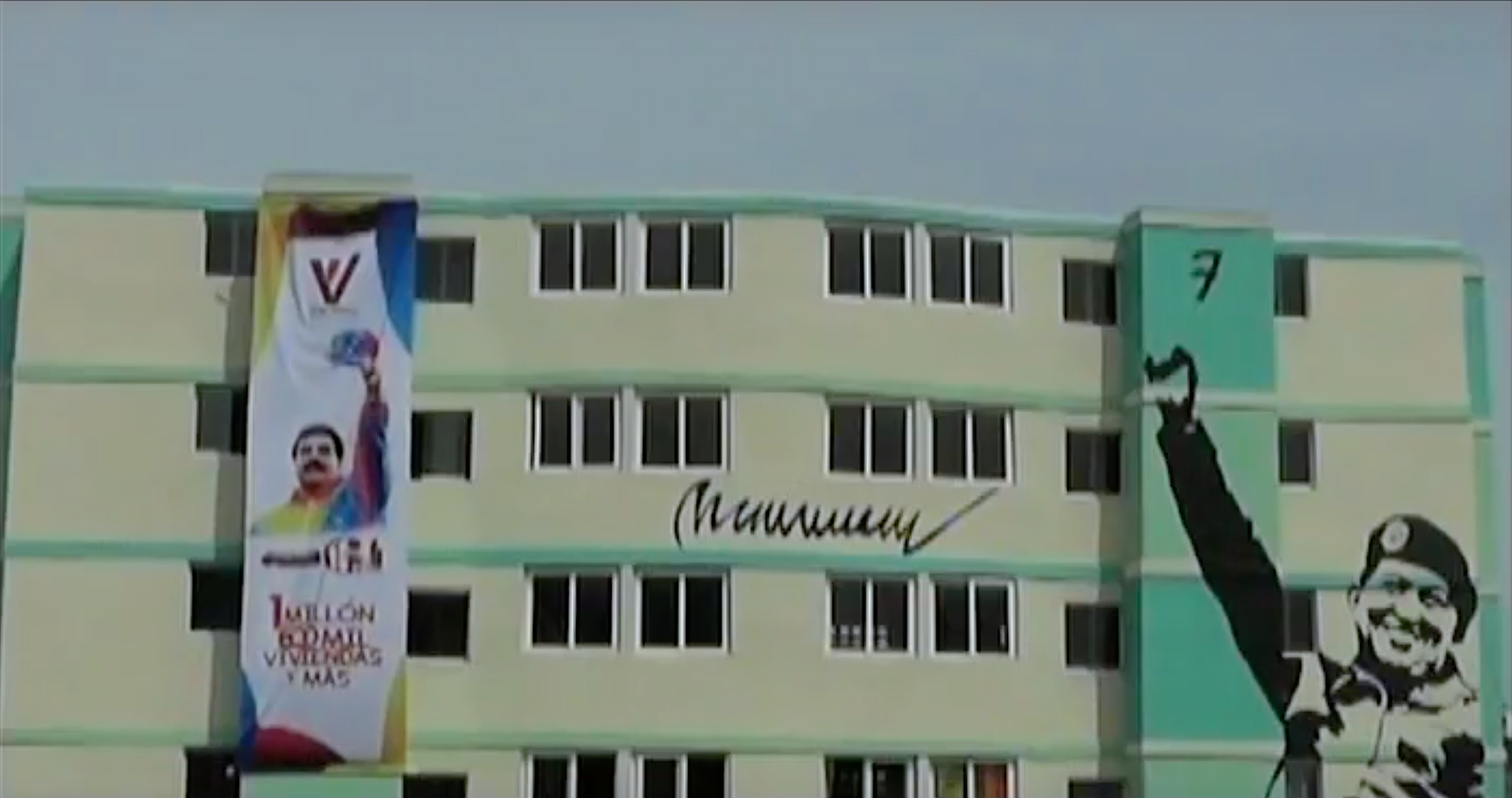
Un logement social au Venezuela.

Le journaliste du Monde diplomatique Renaud Lambert note : « Entre 2004 et 2008, le Venezuela connaît une période d’abondance. Le PIB par habitant frôle son niveau de 1977, l’apogée d’une période connue comme le « Dame dos ! » (« J’en prends deux ! »). […] mais « Brinquebalant, l’édifice tenait grâce à deux clés de voûte : Chávez et la rente pétrolière. » Avec l’annonce officielle du décès du premier, on constate la mort clinique de la seconde. Le modèle socio-économique chaviste s’effondre d’autant plus vite que plus personne, pas même le nouveau président Maduro, n’est en mesure d’opérer la moindre modification d’azimut : la cohésion précaire du camp chaviste ne repose plus que sur la résolution commune à défendre l’héritage du comandante. 
Pour Roger Cohen, éditorialiste au New York Times, « l'inefficacité du régime de Chávez est assez éloquente — il est parvenu à laisser derrière lui une situation financière critique malgré des recettes pétrolières considérables — et il a également enrichi son clan révolutionnaire grâce à des affaires rondement menées, mais son attachement à la cause d’el pueblo (en particulier la santé et l'éducation) constituait son attrait principal. » ; affronter les États-Unis « était bien plus important finalement que la liberté, la presse libre, ou même représenter le gouvernement ou les aspirations du peuple. Chávez était un homme profondément anti-libéral, dissimulé sous son costume de libérateur de son peuple ». « Cet homme de gauche et du peuple n'avait aucun mal à trouver les dictateurs séduisants. Il se posait en fervent défenseur de Bachar el-Assad. Il a soutenu Mouammar Kadhafi jusqu'à ses derniers instants. Il s'est rangé du côté de Robert Mugabe lors des spoliations du peuple zimbabwéen. Lorsque les millions d'Iraniens se sont insurgés pour dénoncer les élections présidentielles truquées de 2009, Chávez s'est rallié à Mahmoud Ahmadinejad alors que l'insurrection était violemment réprimée. Entre le libéralisme britannique et la répression biélorusse, Chávez ne fit montre d'aucune hésitation. Il était aussi un allié fidèle de Castro, son mentor latino-américain, mais avec ce dernier, il partageait au moins des idées socialistes ainsi qu'une myriade d'intérêts ».

### Politique internationale

#### Discours de l'unité sud-américaine
Hugo Chávez développe une rhétorique de l'unité sud-américaine, en particulier avec des visées anti-américaines. Il défend plus spécifiquement une alliance avec les pays de l'ALBA (Cuba, Bolivie, Nicaragua). Il a ainsi prôné une alliance armée des pays de la zone contre les États-Unis. Il déclara ainsi en janvier 2008 : « Nous devons monter une stratégie commune […] parce que l'ennemi est le même : l'empire des États-Unis ». Bien qu'ayant signé la convention de Quito concernant la CSAN, qui prévoit une union coordonnée des pays du continent, Hugo Chávez tente également d'établir des unions avec d'autres pays comme l'Uruguay, le Paraguay et l'Argentine. Il a également déclaré vouloir former avec le Brésil de Lula, et d'autres pays d'Amérique du Sud, une compagnie transnationale du pétrole, appelée Petroamerica.
Les présidents du Venezuela et de Cuba, Hugo Chávez et Fidel Castro, suivis par le président bolivien Evo Morales, ont entamé, en avril 2005, la mise en œuvre de l'Alternative bolivarienne pour les Amériques (ALBA), renforçant la coopération entre les deux pays. Ces accords sont signés à La Havane, alors que la secrétaire d'État américaine Condoleezza Rice effectue une tournée en Amérique latine pour promouvoir le projet de Zone de libre-échange des Amériques (ZLEA). L'ALBA est présentée par Chávez et Castro comme l'application des principes de « solidarité plus vaste entre les peuples d'Amérique latine » et une alternative à la ZLEA. L'échange de pétrole vénézuélien contre des médecins cubains entre dans ce cadre, et il est également question d'agriculture ou de produits miniers. Depuis, le Nicaragua a adhéré à l'ALBA, ainsi que trois États des Caraïbes : la Dominique, Saint-Vincent-et-les-Grenadines et Antigua-et-Barbuda [réf. nécessaire]. En juillet 2006, le Venezuela rejoint le Mercosur, marché commun sud-américain, dont sont déjà membres le Brésil, l'Argentine, l'Uruguay et le Paraguay.

##### Hugo Chávez et les FARC
Le gouvernement de la Colombie, qui possède une frontière terrestre avec le Venezuela, s'est inquiété de l'expansion militaire du Venezuela et de son attitude par rapport aux groupes armés de Colombie, en particulier les groupes de guérilleros marxistes (FARC, ELN). Ainsi il avait fait savoir en mars 2005 sa préoccupation causée par une « course aux armements » à laquelle se livrerait Caracas.
Selon le gouvernement colombien et divers médias dont une revue américaine (US News and World Report)[réf. nécessaire], Chávez aurait permis aux FARC et à l'ELN de trouver refuge dans la zone frontalière des deux pays. Chávez a en outre été accusé d'avoir directement financé l'organisation des FARC : en mars 2008, les forces armées du gouvernement colombien affirmèrent avoir récupéré trois ordinateurs appartenant à Raúl Reyes lors de son assassinat dans la république voisine d'Équateur. Selon des documents trouvés dans cet ordinateur, Hugo Chávez aurait reçu des FARC, en 1992, une somme équivalente à cent millions d'euros lorsqu'il était emprisonné pour sa tentative de coup d'État, et il aurait envoyé la somme de 300 millions de dollars aux FARC en 2008. Ces accusations ont été démenties par le vice-président vénézuélien Ramon Carrizalez. Il semble néanmoins que les « 300 » mentionnés dans le document, et dont la nature n'était pas précisée, n'étaient pas des millions de dollars mais 300 prisonniers que Chávez cherchait à faire libérer.
Dans un discours en janvier 2008, Hugo Chávez affirme que les FARC et l’Armée de libération nationale ne sont pas des terroristes, mais des insurgés bolivariens au projet politique respectable.
Malgré toutes ces accusations et polémiques, une rencontre au sommet entre Hugo Chávez et son homologue colombien Álvaro Uribe, le 11 juillet 2008 au Venezuela, a conduit les deux hommes à renouer des relations cordiales et à annoncer « le début d'une nouvelle ère ». Les deux pays ont en effet grand besoin de renforcer leurs relations politiques et commerciales, et la rencontre a notamment servi à discuter d'accords portant sur six milliards de dollars américains. Cette rencontre historique a été précédée par des déclarations apaisantes d'Hugo Chávez qui a félicité son homologue colombien pour la libération réussie d'une quinzaine d'otages politiques des FARC (dont Íngrid Betancourt), et l'a invité à se rendre au Venezuela où il serait reçu « comme un frère » ; Hugo Chávez a par ailleurs appelé les FARC à renoncer à la voie des armes après la libération d'Íngrid Betancourt.

#### Anti-américanisme et anti-impérialisme
Le gouvernement Chávez affiche une forte hostilité envers l'administration des États-Unis et ce qu'il qualifie d'impérialisme américain. Chávez a accusé le gouvernement américain de comploter pour perpétuer l'hégémonie de son pays en Amérique latine, et pour y arriver, de vouloir renverser son gouvernement. En particulier, il les accuse d'avoir participé au putsch de 2002. Le 15 septembre 2005, lors du sommet du 60e anniversaire de l'ONU, il déclare qu'il faut transférer cette organisation : « Nous proposons que le siège des Nations unies [à New York] quitte un pays qui ne respecte pas les résolutions de l’Assemblée générale ». Il annonce ensuite lors d'une émission de télévision de la chaîne américaine ABC que les États-Unis veulent envahir le Venezuela.
Le département d'État américain ajoute, en mai 2006, le Venezuela à sa liste des pays ne coopérant pas avec Washington dans la lutte contre le terrorisme. Sur ce thème le Venezuela demande, depuis 2005, aux États-Unis l'extradition de Luis Posada Carriles un terroriste et ancien agent de la CIA, reconnu coupable d'avoir fait exploser en vol un avion civil cubain parti de Caracas, le 6 octobre 1976, provoquant ainsi la mort de ses 73 passagers. Cette demande reste toujours sans réponse en 2008. Hugo Chávez accuse également les États-Unis d'avoir participé à son enlèvement lors du coup d'État de l'opposition.[réf. souhaitée]
Le 20 septembre 2006, lors d'un discours à l'assemblée générale de l'ONU, il qualifie le président américain de « menteur », de « tyran » et de « diable ». Il avait auparavant parlé de George Bush comme d'un « âne » ou d'un « ivrogne ». Son hostilité de principe aux États-Unis est critiquée à l'étranger par ceux qui n'y voient que des manœuvres politiques pour unifier les habitants du pays face à un ennemi fantasmé. Noam Chomsky de son côté souligne combien Washington est « bouleversé » : « l'idée que les ressources d'un pays doivent être utilisées pour les gens de ce pays fait vraiment peur. Les ressources du pays doivent être utilisées pour nous. »
Le 13 septembre 2006, il exprime publiquement ses doutes portant sur la version du gouvernement américain des attentats du 11 septembre en s'interrogeant sur un possible dynamitage des tours jumelles et l'usage d'un missile pour frapper le Pentagone : « Un avion serait tombé sur le Pentagone. Mensonge ! À moins que ce soit un avion invisible ! ». Sa déclaration est concomitante d'une résolution du Parlement vénézuélien demandant au président Bush des éclaircissements sur sa version des attentats.
Au nom de l'anti-impérialisme, Chávez désire une disparition du FMI, qu'il qualifie de « Dracula ». Le 30 avril 2007, Chávez a déclaré la sortie de son pays du FMI.
Après le renvoi par Evo Morales de l'ambassadeur américain en Bolivie, il fait de même le 12 septembre 2008 après avoir déclaré « Allez vous faire voir, yankees de merde. Nous sommes un peuple digne », et accuse le gouvernement américain de fomenter des complots contre lui. Le porte-parole du département d'État des États-Unis déclare peu après : « [Le renvoi de l'ambassadeur] reflète la faiblesse et le désespoir de ces dirigeants confrontés à des défis internes et leur incapacité à communiquer efficacement à l'étranger pour obtenir un soutien international ». Le journal britannique The Economist développe la même idée, écrivant que ce renvoi de l'ambassadeur américain n'est qu'un moyen de « détourner l'attention des difficultés intérieures croissantes » que Chávez rencontre. Moisés Naím, ancien ministre vénézuélien écrit pour sa part dans El Pais que les propos de Chávez sont ceux d'« un politicien utilisant la vieille recette d'invoquer l'impérialisme yankee pour distraire les mécontents ».

#### Une diplomatie du pétrole

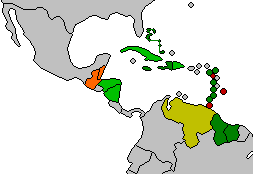
Les membres de l'alliance Petrocaribe.

Le Venezuela a signé de nombreux accords pour fournir du pétrole à prix inférieurs au marché à certains pays, ainsi en juin 2005, celui signé entre le Venezuela et 13 autres pays des Caraïbes, contrat portant sur des échanges pétroliers avantageux, afin de faciliter l'indépendance des pays des Caraïbes. Les signataires sont Antigua-et-Barbuda, les Bahamas, le Belize, Cuba, la République dominicaine, Grenade, la Guyana, la Jamaïque, la Dominique, Saint-Christophe-et-Niévès, Sainte-Lucie, Saint-Vincent-et-les-Grenadines et le Suriname. La Barbade et Trinité-et-Tobago, qui étaient présents, n'ont pas signé l'accord.
En janvier 2006, Hugo Chávez lance une opération de réduction de 40 % du prix du fioul exporté aux États-Unis[réf. nécessaire], en faveur des Américains pauvres. Il donne suite à une promesse prononcée en septembre 2005, après la catastrophe de l'ouragan Katrina. Les bénéficiaires se trouvent dans les États du Maine, du Massachusetts et du Rhode Island, et incluent aussi le quartier new-yorkais du Bronx ainsi que quatre tribus amérindiennes. Pour certains analystes américains, cette initiative serait une campagne de communication visant à rassurer l'opinion publique des États-Unis[réf. souhaitée].

#### Hors Amériques
En octobre 2004, Chávez signe un accord avec la Russie portant sur l'énergie et la livraison d'un important stock d'armes légères et d'aéronefs de combat. Il a depuis soutenu l'intervention militaire russe en Géorgie en 2008.

##### Relations avec Israël
Les relations avec Israël ont pu être tumultueuses et en particulier pendant le conflit israélo-libanais de 2006. En visite en Iran, le 30 juillet 2006, Hugo Chávez, qualifié de « frère » par le président Ahmadinejad, déclare que les opérations militaires israéliennes en cours au Liban sont comparables aux « actes d'Hitler », en évoquant le « fascisme israélien ». Il déclare également que l'Iran a le droit de disposer de l'énergie atomique civile, prenant ainsi parti en sa faveur dans les négociations qui opposent ce pays aux puissances occidentales, ce qui alimentera les rumeurs de collaboration entre le Venezuela, l'Iran et l'Argentine dans le domaine nucléaire. Le 3 août 2006 Chávez rappelle le chargé d'affaires vénézuélien en Israël en protestation contre le conflit israélo-libanais de 2006, Israël répondant en rappelant son ambassadeur au Venezuela,,.
Trente mois plus tard, le scénario semble se répéter : le Venezuela a ordonné, le 6 janvier 2009, l'expulsion de l'ambassadeur d'Israël à Caracas, Chávez a déclaré que l'offensive militaire israélienne dans la bande de Gaza était un « holocauste » et réclamé que « le président actuel de l'État d'Israël soit jugé devant la Cour pénale internationale, de même que son homologue des États-Unis ». En 2006 déjà, lors de l'offensive israélienne au Liban, Hugo Chávez avait parlé d'holocauste.

#### Soutien à l'Iran
La politique de soutien marqué au régime en place en Iran ne fait pas non plus l'unanimité. Ainsi, en 2006, lors d'un vote de l'Agence internationale de l'énergie atomique, le Venezuela a été le seul avec la Syrie et Cuba à soutenir le programme nucléaire iranien.
Lors de la réélection contestée du président iranien, Mahmoud Ahmadinejad, Chávez a défendu une position opposée à celle des États-Unis et des pays européens en qualifiant cette élection d'« extraordinaire journée démocratique ». Le mouvement de répression des manifestations contestant la légalité de l'élection a été à l'inverse condamné par les États-Unis et de nombreux pays européens. Chávez, lui, n'a pas commenté ces répressions.

#### Soutien à la Chine
Faisant suite à une coopération bilatérale initiée en 2001 dont le but affiché est de créer un partenariat stratégique, Chávez s'est rendu par deux fois en visite en République populaire de Chine pour signer des accords économiques avec ce pays qui considère le Venezuela comme son premier interlocuteur commercial et politique sur le continent sud-américain.[réf. souhaitée]
En octobre 2010, lors de l'attribution du prix Nobel de la paix au Chinois Liu Xiaobo, Hugo Chávez a exprimé sa solidarité avec le gouvernement chinois.

#### Soutien au régime de Kadhafi en Libye
Comme lui à la tête d'un état pétrolier et anti-américain, Hugo Chavez se rapproche du dirigeant libyen Mouammar Kadhafi dès 1999. En 2004, il reçoit le controversé prix Kadhafi des droits de l'homme. Il se rend à Tripoli cette année-là, en 2006, en 2009 et en 2010. Venu en 2009 pour les 50 ans de la « révolution » libyenne, il insiste sur l'exemple qu'avait représenté pour lui cette révolution menée par des militaires socialistes. Kadhafi se rend à Caracas en 2009 pour un sommet Afrique-Amérique latine, échangeant avec lui sur l'anticapitalisme, l'anticolonialisme et l'anti-impérialisme.
En mars 2011, au début de la guerre civile libyenne, Hugo Chávez se prononce contre la résolution 1973 de l'ONU consistant à sécuriser l'espace aérien libyen après l'attaque de civils par l'armée libyenne. Il prône l'envoi d'une mission internationale chargée d’organiser des négociations entre le pouvoir et les forces rebelles. Le 2 août 2011, il renouvelle son soutien au dirigeant libyen Mouammar Kadhafi, et refuse de reconnaître le Conseil national de transition (CNT) comme un interlocuteur légitime. Il considère par ailleurs que les rebelles libyens sont des terroristes. Le 22 août 2011, alors que les rebelles libyens prennent le contrôle de la capitale Tripoli avec l'appui aérien de l'OTAN, Hugo Chávez accuse les pays occidentaux engagés de bombarder les écoles, les hôpitaux, les maisons.

## Critiques

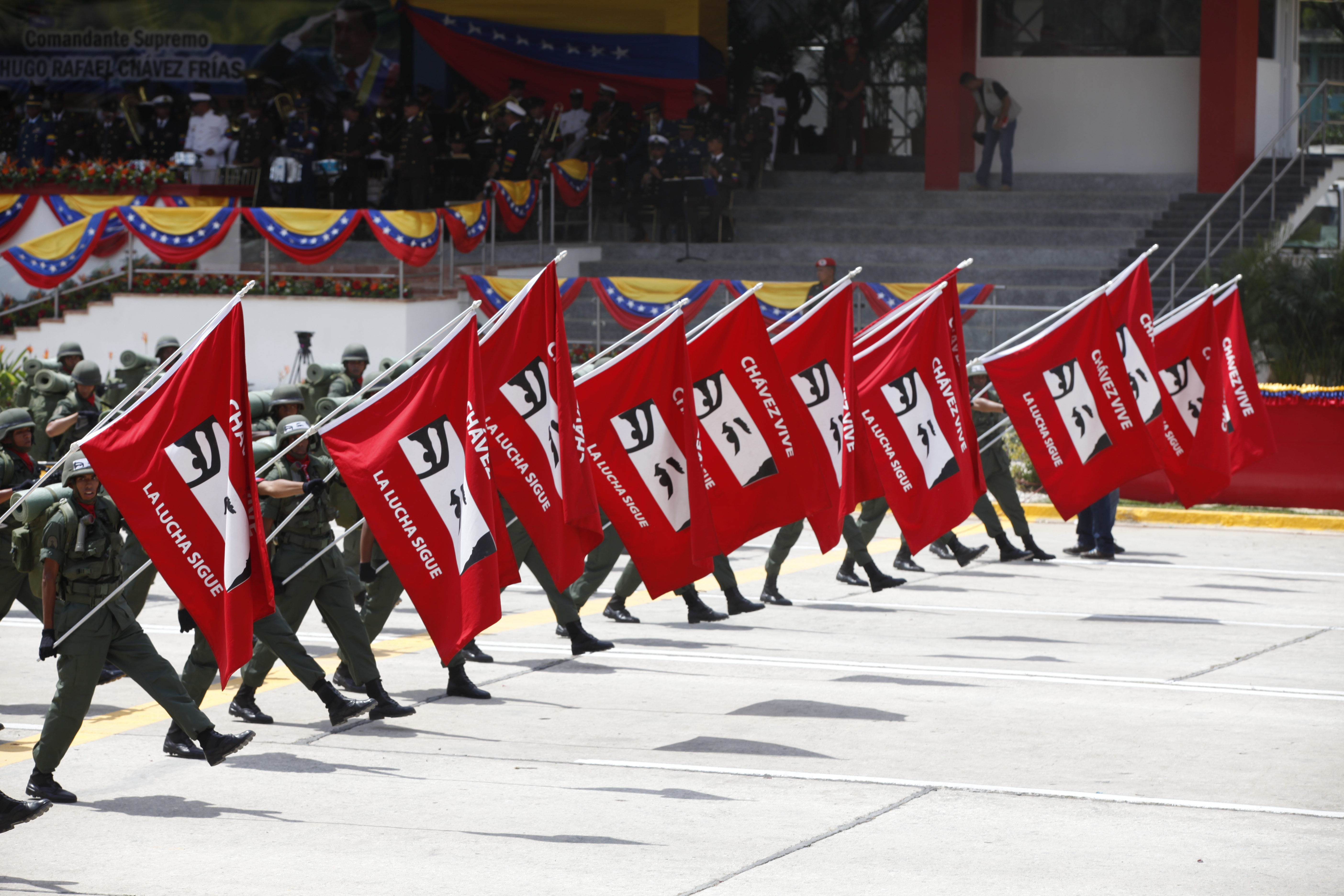
Un défilé militaire témoignant du culte de la personnalité existant dans les Forces armées.

Les principales critiques issues des médias européens ou nord-américains ou de l'opposition vénézuélienne pointent du doigt l'« autoritarisme » et le « populisme » d'Hugo Chávez. L'écrivain péruvien Mario Vargas Llosa affirme que Hugo Chávez exerce un « populisme belliqueux », et l'accuse de privilégier l'exportation de sa « prétendue révolution sociale » aux besoins de son peuple largement miséreux.
Il est aussi critiqué par le journaliste Marc Saint-Upéry, engagé politiquement à gauche, pour s'être « laissé séduire durant les années 1990, par le nationalisme anti-impérialiste exacerbé de Norberto Ceresole ».

### Corruption
L'ONG Transparency International estimait que le Venezuela avait un indice de perception de la corruption du secteur public de 2,8 en 2000, 2,3 en 2004 classant ce pays au 114e rang parmi les plus corrompus et en 2008 le pays était classé 158e ex æquo, avec un score de 1,9.
Cette corruption croissante est en partie nourrie par les pétrodollars.

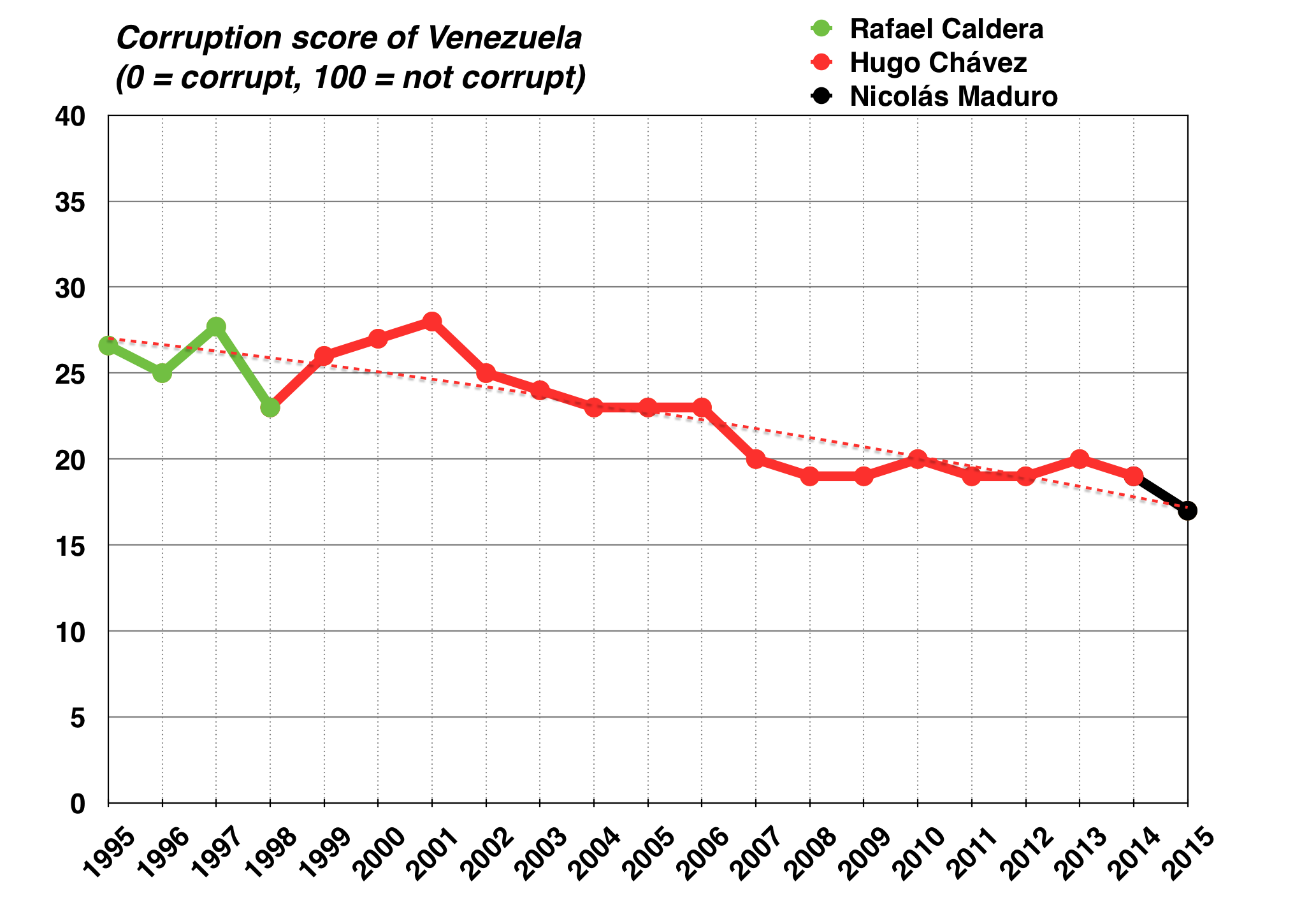
La corruption au Venezuela, d'après Transparency International.

L'ancien parlementaire actuellement dans l'opposition Felipe Mujica (es), affirme que Chávez « dispose de manière discrétionnaire des ressources de PDVSA, dont il a fait sa caisse noire » et que « Les réserves de la Banque centrale ont été arbitrairement plafonnées à 30 milliards de dollars, l'excédent de 7 à 10 milliards de dollars étant mis à la disposition du président de la République ».
D'après le gouvernement, le Fonden (Fondo de Desarrollo Nacional) est bien une « caisse », mais pas noire. Depuis des dizaines d'années, le Venezuela a tiré beaucoup de bénéfices du pétrole, mais le peuple n'en aurait jamais bénéficié. Comme résultat de la création de Fonden, en 2005, le Venezuela bénéficiera prochainement d'un nouveau système ferroviaire, de l'application de la reforme agraire, de nouveaux hôpitaux, de nouvelles écoles, etc.[réf. nécessaire].
Pour la procureure générale Luisa Ortega Díaz le futur président Nicolás Maduro a reçu 35 millions de dollars de la société Odebrecht et d'autres entreprises pour la campagne de réélection d'Hugo Chavez, en 2012.

### Népotisme

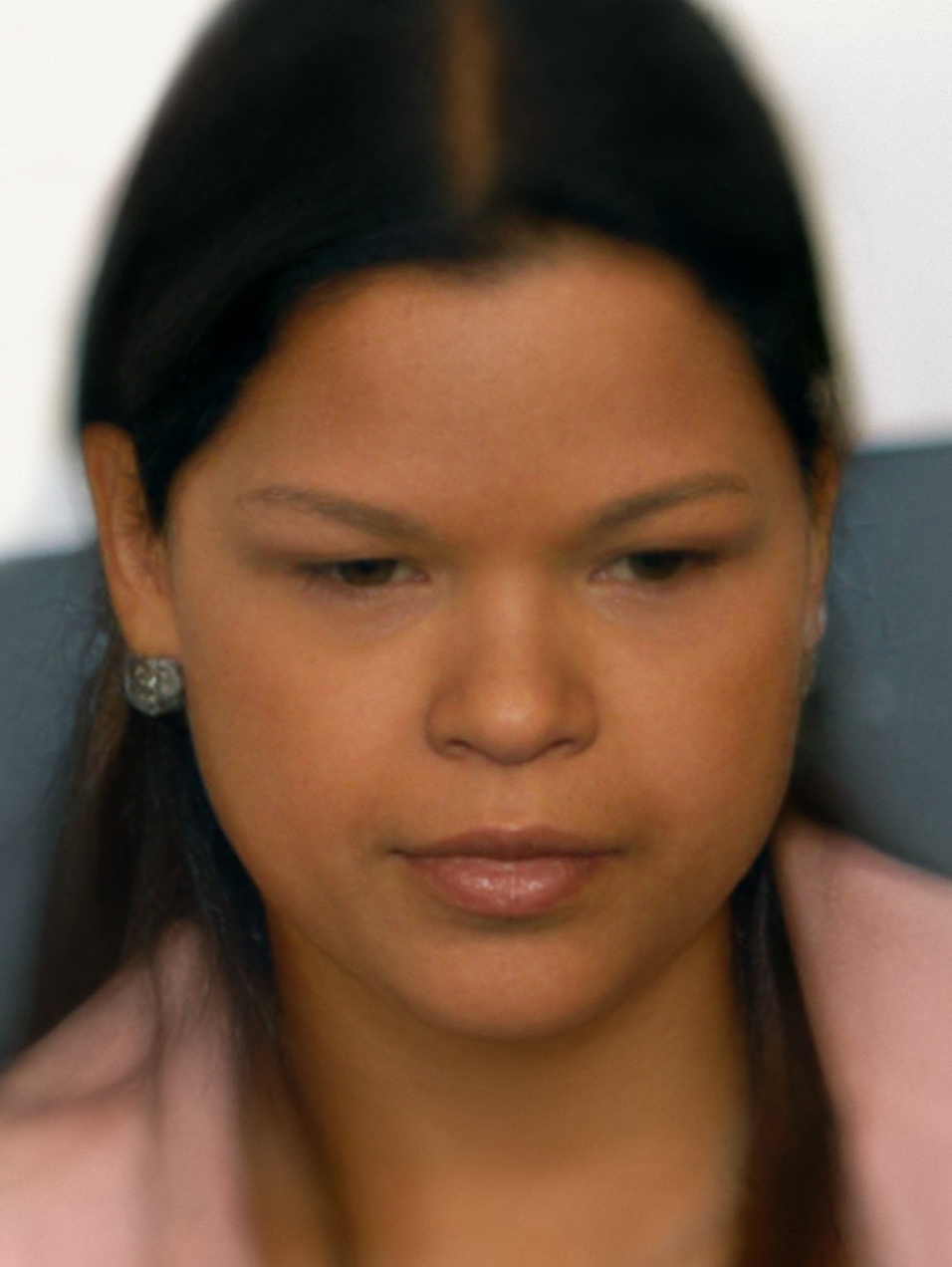
María Gabriela Chávez en 2013

Selon le journal El Nuevo Herald reprenant l'avis d'analystes[Qui ?], « aucun [précédent président] ne lui arrive à la cheville en matière de népotisme dans toute l'histoire du Venezuela ». Deux douzaines de personnes de la famille Chávez occupent des postes politiques d'envergure régionale ou nationale. Le journal rapporte également que la présidente du parlement a autorisé la nomination à des postes législatifs de 40 parents ou amis. Fin mai 2007, un cousin du chef de l'État, Asdrúbal Chávez, a été promu vice-président de l'entreprise publique Petroleos de Venezuela (PDVSA). Le frère aîné du chef de l'État, Adán Chávez, a été nommé ministre de l'Éducation,.
Son père, Hugo de los Reyes Chávez (es), gouverneur élu de l'État de Barinas, a nommé son fils Argenis Chávez comme secrétaire d'État. Celui-ci est lui-même devenu gouverneur en 2008, prenant la suite de son père. Les opposants au clan Chávez[Qui ?] parlent ainsi de « la famille royale de Barinas », faisant mention, en plus des deux personnes précédemment citées, d'autres élus plus ou moins proches parents[réf. souhaitée] d'Hugo Chávez. Parmi les autres membres de la famille, Aníbal Chávez (es) a été élu maire de Sabaneta de Barinas jusqu'à sa mort en 2016 et Narciso Chávez brigue la mairie de Bolivar.
María Gabriela Chávez, la fille d'Hugo Chávez serait, selon le média Miami Diario, la personne la plus riche du Venezuela avec une fortune estimée à 4,2 milliards de dollars (3,7 milliards d’euros). En 2015, elle a été désignée ambassadeur vénézuélien rotatif pour l’Organisation des Nations unies,.
L'ancien garde du corps de Chávez puis ministre des Finances Alejandro Andrade (en) a été poursuivi aux États-Unis pour avoir reçu la somme d'un milliard de dollars en pots-de-vin lorsqu'il était ministre. Il a plaidé coupable et est actuellement en prison. Les autorités américaines ont saisi 10 voitures et 17 chevaux de course à son nom.

### Clientélisme
Hugo Chávez est accusé de clientélisme en ne finançant plus que des films dans la ligne du régime. Le réalisateur et sociologue Oscar Lucien dénonce « une politique culturelle qui pratique l'apartheid au profit des partisans du gouvernement Chávez » à propos d'une subvention accordée à Danny Glover, réalisateur, soutien d'Hugo Chávez et conseiller d'une télévision chaviste[réf. souhaitée], pour un film portant sur Toussaint Louverture. Cette subvention extraordinaire accordée par l'assemblée nationale vénézuélienne, d'ailleurs saluée par le président haïtien René Préval « équiva[ut] à 17,6 millions de dollars, [soit] cinq ans de production vénézuélienne ».

### Médias et droits de l'Homme
Le président vénézuélien a été accusé par l'Institut international de la presse (IPI) d'étouffer les voix des médias ayant une attitude critique à son égard. De même, il a été très critiqué par le Comité pour la protection des journalistes (CPJ) et par l'Association de la presse interaméricaine (SIP) qui lui reproche son « hostilité générale » à l’égard des éditeurs et des médias qui se disent « indépendants », des médias appartenant aux dirigeants de grandes entreprises ayant gouverné le pays avant Chávez. Lors de certains de ses discours, il a montré du doigt publiquement les journalistes présents.[réf. souhaitée] Certains médias ont incité le peuple à se soulever lors du coup d'État de Camona contre Chávez[réf. souhaitée]. Les moyens utilisés par ces médias sont accusés d'avoir alimenté l'insurrection plutôt que de simplement la soutenir (diffusion répétitive des images montrant des blessés, imputation au président de la responsabilité des violences mortelles, annonce falsifiée de la démission de Chávez, puis de son arrestation). Plusieurs ONG dont Human Rights Watch relayeront également ces critiques du rôle des médias privés pendant le putsch. A contrario, la chaîne publique vénézuélienne Venezolana de Televisión (VTV), qui a joué un rôle important lors du coup d'État de Carmona, demeure un ferme soutien du président[réf. souhaitée]. En témoigne l'émission hebdomadaire Aló Presidente (diffusée sur toutes les chaînes hertziennes du pays, comme d'ailleurs l'intégralité des interventions télévisées du président), au cours de laquelle Chávez lui-même endosse le rôle d'animateur de talk-show répondant aux doléances des téléspectateurs. Au cours de l'émission du dimanche 9 septembre 2007, il a parlé pendant un peu plus de sept heures.
Sa politique est également accusée de mettre en danger les droits de l'Homme. Ainsi, Jose Miguel Vivanco, représentant de Human Rights Watch sur place a écrit un rapport dénonçant les menaces sur les libertés individuelles. Il a été expulsé par Chávez immédiatement après la parution de ce rapport en septembre 2008. Ce rapport a été accusé de partialité par le journaliste de ZMag Joe Emersberger ainsi que par le COHA.

#### Concession hertzienne de RCTV
En avril 2007 la commission nationale des télécommunications refuse de renouveler la licence de RCTV, une chaîne populaire très critique envers Hugo Chávez, conformément à la loi de 1987 sur les médias. Le gouvernement vénézuélien édite à cette occasion un livre blanc regroupant l'ensemble des violations de la loi dont la chaîne s'est rendue coupable et notamment de la Loi sur la responsabilité sociale de la radio et de la télévision durant le coup d'État de Carmona. Un sondage vénézuélien démontre l'impopularité de cette mesure, puisque presque 70 % des sondés étaient opposés à la fin de concession de la chaîne, ironiquement la plupart ne l'étant non pas pour les contenus politiques de la chaîne, mais pour ses feuilletons. Le 26 mai 2007, l'armée prend le contrôle de l'infrastructure de diffusion hertzienne de la chaîne de télévision RCTV. Le 27 à minuit, elle cesse d'émettre sur le réseau hertzien et seul un foyer sur cinq peut désormais la recevoir par satellite, internet ou par câble. Plusieurs milliers d'étudiants manifestent contre cette décision. À l'inverse des centaines de milliers de manifestants ont manifesté leur soutien à Chávez début juin. La concession hertzienne ainsi libérée est attribuée à la nouvelle télévision publique Teves (« Televisora Venezolana Social »).

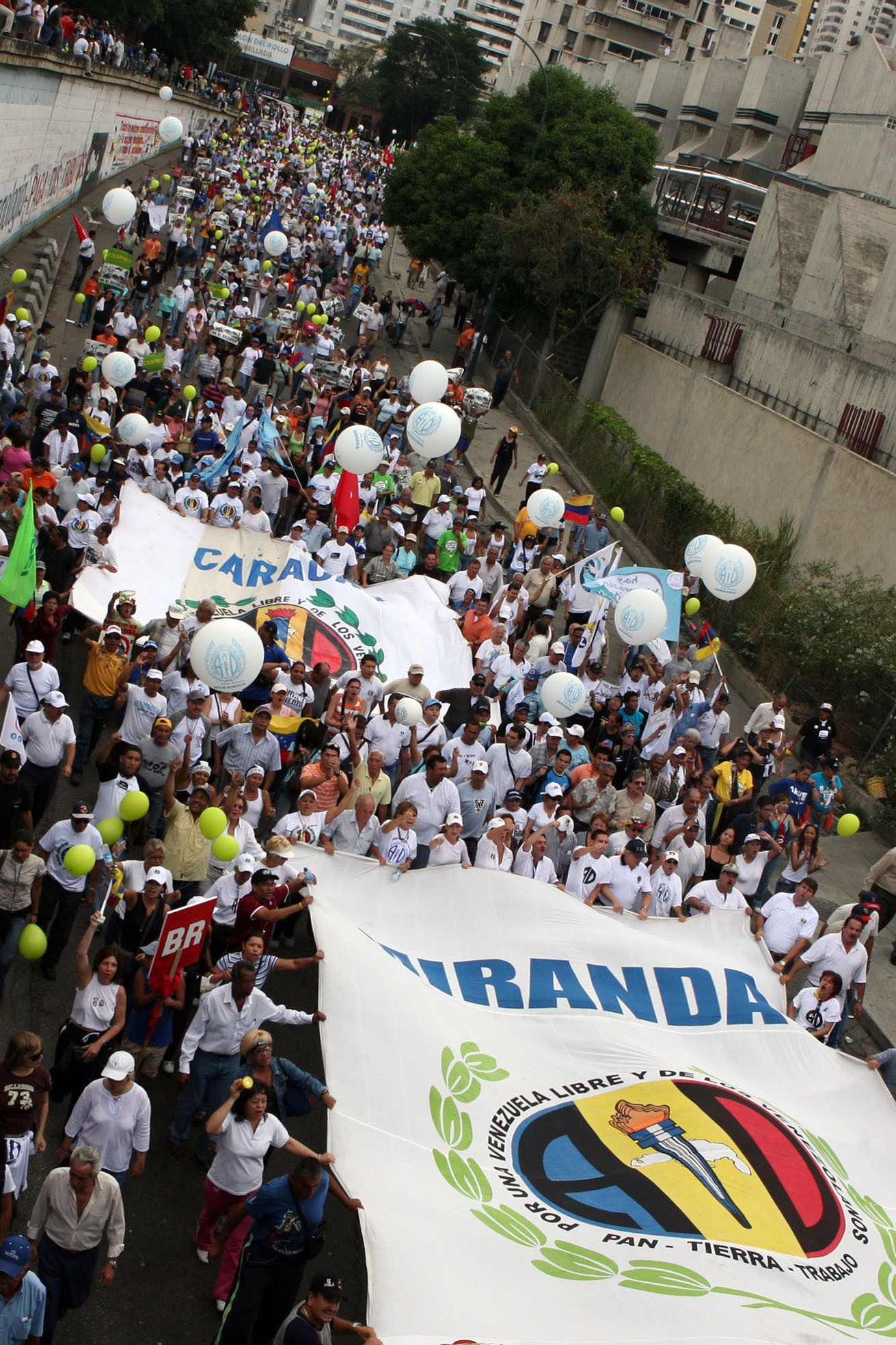
Manifestation de soutien à RCTV au Venezuela le 27 mai 2007

Human Rights Watch, Reporters sans frontières, le Parlement européen et le Sénat des États-Unis ont condamné la décision d'Hugo Chávez. Le quotidien d'opposition Tal Cual affirme en éditorial que « la fermeture de RCTV marque le point le plus haut de l'escalade d'agressions contre la liberté d'expression au Venezuela », en ajoutant que « L'Organisation des États américains (OEA) et le Mercosur peuvent bien dire qu'Hugo Chávez est un démocrate, mais ses actes le démentent totalement ».
La couverture médiatique occidentale sur l'affaire RCTV a été critiquée et qualifiée de « désinformation » par l'association de critique des médias Acrimed et Le Monde diplomatique en France ainsi qu'aux États-Unis par le FAIR (en) rappelant notamment qu'une télévision occidentale ayant soutenu un coup d'État et ses instigateurs aurait sans doute dû faire face à des sanctions plus importantes que celles infligées à RCTV. D'autre part Salim Lamrani considère que l'affirmation d'une volonté d'hégémonie médiatique de la part de Chávez est discutable puisque entre 2000 et 2006 le nombre de chaînes privées a augmenté de 16 tandis que le nombre de chaînes publiques n'a augmenté que de 4.

#### Nouvelles fermetures de radios et de télévisions en 2009
Le Venezuela a également fait fermer 34 chaînes de radio et de télévision pendant l'été 2009.
Les médias privés et des associations de défense des droits de l'Homme critiquent très fortement la décision, avec des banderoles « Non à la censure, Peuple, ouvre les yeux, c'est une dictature ». Pour l'ONG Espace Poeblico, « nous assistons au plus important dispositif de restrictions à la liberté d'expression jamais mis en place au Venezuela, sans précédent en période de démocratie ». Human Rights Watch parle d'une « terrible régression de la liberté d'expression » tandis que Carlos Lauria, du Comité de protection des journalistes, qualifie les projets de loi encore en cours de « réminiscence des jours les plus sombres des dictatures sud-américaines avec son cortège de dispositions archaïques visant les soi-disant crimes médiatiques »,.
Pour les autorités, au contraire, la loi qui vise à favoriser l'émergence de médias libres et participatifs se heurte à la saturation commerciale des ondes. Il s'agit selon elles de récupérer des fréquences exploitées sans autorisation ou liées à des autorisations d'émettre expirées pour les attribuer à des médias associatifs. En septembre 2010, les chaînes publiques recueillaient 5 % de l'audience, contre 61 % pour les chaînes privées et 33 % pour la télévision à péage.

#### Menaces envers Globovision
Le ministre de la Communication vénézuélien Willian Lara a accusé Globovision, une chaîne privée locale de Caracas, de diffuser des images subliminales appelant à l'assassinat du président vénézuélien. Le président de Globovision a dénoncé ces allégations comme « ridicules ». Une enquête a été ouverte par le gouvernement chaviste. Parlant de « fascisme » à propos de Globovision, Chávez a enjoint à la chaîne de « se calmer, autrement c'est moi qui vais leur infliger le calmant ».[réf. nécessaire]
Réagissant lors de la visite en France de Chávez aux menaces sur Globovision, Robert Ménard, secrétaire général de Reporters sans frontières, parla de « l'inquiétante dérive d'un homme et de son régime ».
En 2009, la télévision, menacée de fermeture par le pouvoir, a été envahie par des partisans de Chávez qui y ont tiré des gaz lacrymogènes. Malgré la condamnation du gouvernement Chávez, les dirigeants accusent le président d'être à l'origine de l'attaque.

#### Présence médiatique de Chávez
La présidence de Chávez se caractérise par une grande présence médiatique qui fait de lui le président vénézuélien le plus présent dans les médias. Entre son arrivée au pouvoir et 2008, il a passé, selon les calculs du professeur Antonio Pasquali de l'Unesc, 2 544 heures « à sermonner le pays à la radio et à la télévision, soit l'équivalent de 318 jours ouvrables, ou un an et demi à parler entre sept et huit heures par jour », tandis que les archives de la chaîne d'État Venezolana de Televisión montrent que 1 656 heures ont été enregistrés depuis 1999.
Une fois par semaine, toutes les chaînes de télévision et stations de radio publiques interrompent leur programmation et transmettent intégralement et en direct les discours d'Hugo Chávez. Entre 1999 et 2006, les médias ont dû relayer ces discours à 1 339 reprises selon un décompte du quotidien El Nacional, soit environ 170 fois par an.
Le quotidien vénézuélien El Universal estime que la stratégie de réduction de la liberté de la presse d'Hugo Chávez est plus « raffinée » que la censure pure et simple et passe par des procès contre les journalistes sur des questions sans rapport avec leur métier pour les dissuader d'être critiques. Les agences gouvernementales seraient également invitées par des primes à instiller une autocensure et à neutraliser les critiques éventuelles. Selon El Universal, « plutôt que de contrôler directement les médias, [le pouvoir] préfère les neutraliser »[réf. nécessaire]. L'ONG Espacio Público a ainsi recensé en 2006 106 atteintes à la liberté d'expression.

### Communication politique

#### Discours et langage
Hugo Chavez est bon orateur, il sait émouvoir et captiver son auditoire. Certaines de ses stratégies pour persuader et passer ses messages sont la répétition des mots et leurs abus. Il répète sur tous les tons les mêmes mots et y revient constamment. Par exemple, en ce qui concerne son projet de réforme politique, le « Bolivarianisme », il le fonde sur l’image de Simón Bolívar, leader de l’indépendance de l’Amérique latine. Cette image mythique devient pratiquement un culte dans le discours de Chavez. Il tente ainsi de construire une ferveur patriotique, bâtie sur l’image de Libérateur, en mettant le peuple au centre de son discours politique. Le projet de boliviariste deviendra avec le temps celui du « socialisme du XXIe siècle ». Chavez utilise un discours offensif et intimide ses opposants en les interpellant personnellement. Son discours est aussi anti-impérialiste. Il dénonce à répétition l’ingérence des États-Unis dans les affaires du Venezuela.

#### Méthode populiste
Chavez est un populiste de gauche. Il cherche à mobiliser sa base électorale. Pour ce faire, il fonde son discours sur l’identité, sur le « peuple », et il cherche à créer la controverse. Il interpelle et s’adresse directement au peuple oublié et marginalisé, à cette base qui n’était pas considérée par les partis politiques traditionnels et les élites, soit les afro-vénézuéliens, les métis et les indigènes. Sa stratégie est d’interpeller ces citoyens oubliés, de stimuler leur fierté et de mousser leur volonté de prendre leur place dans l’arène politique du pays. Il leur parle de pauvreté, de droits de l’Homme, de santé, d’habitation et de paix. Ce sont des sujets qui les rejoignent. C’est à ce peuple qu'il oppose l’ennemi du peuple. Ce rôle d'ennemi est incarné par les partis traditionnels, l’élite économique, l’impérialisme américain ou encore les médias. Au lieu de débattre des idées, il préfère intimider et dénigrer ses opposants. Il le fait tant sur les scènes nationales, qu’internationales. En 2006, lors d’un discours prononcé à l’Assemblée générale des Nations Unies, Chavez qualifie le président américain George W. Bush, de « démon ».

#### Effets de sa communication politique sur les citoyens
À partir de 2002, après une tentative de coup d’État pour le renverser, Chavez modifie sa politique communicationnelle en utilisant davantage les médias pour renforcer son pouvoir et diffuser son discours. De nouvelles chaînes de télévision et de radio, tant publiques que privées, sont créées. La chaîne ViVe, chaîne du Pouvoir populaire, le parti de Chavez, est fondée en 2003.
Les conséquences de la plus grande présence du politique dans les médias sont que Chavez et son discours sont omniprésents dans la société. Des endroits anodins, tels que des salons de coiffure, deviennent des lieux où l’on discute de politique, des enjeux et des controverses. Cette présence dans les médias permet à Chavez une plus grande visibilité et lui permet de rejoindre des gens qui n’avaient pas d’intérêt politique auparavant. Ce contrôle des médias crée aussi une polarisation politique au sein de la société : les citoyens sont soit dans le camp chaviste ou soit anti-chaviste.

#### Rapport avec les médias
Hugo Chavez a une relation ambiguë avec les médias. D’un côté, il les utilise pour diffuser son discours et faire la promotion de son projet politique, et de l’autre, il les dépeint comme l’ennemi du peuple. Il utilise tant les médias traditionnels que les médias sociaux. Les discours du président sont télévisés. Chavez tient aussi une émission, Alo Presidente, tous les dimanches sur toutes les chaînes du pays de 1999 à 2012. Il s’agissait de sa manière de gouverner en direct. Il pouvait y raconter des pans de sa vie, mais aussi y congédier des ministres, annoncer des réformes et interpeller des gens. Cela lui permettait de créer la controverse, des conflits, de confronter des politiciens et de mépriser des journalistes. Hugo Chavez est considéré comme le dernier « showman ». La controverse qu’il créait était ensuite reprise dans les médias et faisait encore la nouvelle. Le résultat est que Chavez était omniprésent dans les médias. Il utilisait aussi Twitter comme arme pour dénoncer les médias traditionnels qui ne le supportaient pas en les qualifiant d’« ennemi du peuple », de « menteur » et de propager des faussetés. Certaines chaînes de télévision se voient refuser le renouvellement de leur droit de diffusion alors que d’autres, afin de ne pas être retirées des ondes, évitent tout sujet politique.

#### Déplacement de la frontière du politique
Hugo Chavez déplace la frontière du politique afin de créer un nouvel imaginaire. Le chavisme s’oppose à l’ancien régime incarné par les partis politiques traditionnels et se présente comme le seul moyen pour atteindre la liberté et la démocratie participative. Selon son discours, ceux qui s’opposent au chavisme viennent compromettre cet objectif final. Contrairement à d’autres dictateurs, Chavez ne tente pas d’éliminer ses opposants. En fait, il les garde présents afin d’identifier l’ « adversaire ». Cela lui permet de mobiliser sa base, de créer la controverse et de construire une identité. Il ne s’agit pas nécessairement d’une opposition idéologique, mais une opposition de camp, chavistes contre anti-chavistes.

### Relations avec les Juifs

#### Accusations d'antisémitisme
Le 24 décembre 2005, Hugo Chávez prononce un discours concernant les inégalités sociales dans lequel il dit :

« Il y a dans le monde de quoi satisfaire les besoins de tout le monde, mais dans les faits des minorités, les descendants de ceux qui ont crucifié le Christ, les descendants de ceux-là mêmes qui ont expulsé Bolivar d'ici et qui l'ont crucifié à leur manière à Santa Marta en Colombie. Une minorité s'est approprié les richesses du monde, une minorité s'est emparé de l'or de la planète, de l'argent, des minerais, des eaux, des bonnes terres, du pétrole, des richesses et ils ont concentré les richesses en peu de mains : moins de dix pour cent de la population du monde est maîtresse de la moitié de la richesse de tout le monde. »

Une première dépêche publiée sur le site de la Jewish Telegraphic Agency le 30 décembre 2005 dénonce le discours de Chávez comme « antisémite ». Cinq jours plus tard, les choses s'emballent avec la publication d'un communiqué du Centre Simon-Wiesenthal qui reprend de façon tronquée le discours d'Hugo Chávez en ces termes :

« Le monde a des richesses pour tous, mais des minorités, les descendants du même peuple qui a crucifié le Christ, ont confisqué toutes les richesses du monde. »

Ce communiqué est ensuite repris par la plupart des grands médias du monde, notamment Libération.
Les associations juives du Venezuela ont toutes défendu les propos de Chávez et critiqué fortement le Centre Wiesenthal. Le Comité juif américain ainsi que le Congrès juif américain ont tous deux confirmé les dires de la communauté vénézuélienne selon lesquels les commentaires de Chávez ne visaient pas les Juifs. Le journal Le Monde a pour sa part seulement précisé que « les représentants de la communauté juive se démarquent du Centre Simon Wiesenthal », et également que « Ce n'est pas l'opinion des intellectuels vénézuéliens de l'opposition ». Une trentaine d'entre eux, ex-recteurs d'université, professeurs et écrivains, ont signé en ligne une pétition « contre les allusions antisémites du discours officiel vénézuélien » rédigée et publiée par un site internet de l'opposition favorable au coup d'État de 2002.

#### Rapports avec Norberto Ceresole
Hugo Chávez est réputé avoir été proche, par l'intermédiaire des Carapintadas (qui étaient en contact avec plusieurs des membres du MBR-200), du politologue argentin Norberto Ceresole connu pour ses ouvrages négationnistes, et souvent taxé de fascisme et d'antisémitisme. En 1999, Norberto Ceresole écrit un livre Caudillo, Ejército, Pueblo : la Venezuela del Comandante Chávez dans lequel il évoque « [son] ancienne amitié avec le commandant Chávez ». Le livre crée surtout la polémique par la section intitulée « La question juive et l’État d’Israël ». À la suite de ce livre, Ceresole aurait été « prié » de quitter le pays en mars 1999. Le ministre de l’Intérieur vénézuélien, Luis Miquilena (es), déclarera que Ceresole a quitté le Venezuela volontairement, ce que démentira Ceresole, arguant que son départ lui a été imposé sous la menace par le directeur de la DISIP, Jesús Urdaneta, et moyennant le versement d’une somme de 10 000 dollars.
En mai 2006, Hugo Chávez reconnaîtra cette amitié, évoquant « un grand ami » et « un intellectuel respectable » lors de l'émission vénézuélienne Aló Presidente.
Selon le politologue Jean-Yves Camus, Ceresole n'a jamais fait partie du « premier cercle » des conseillers de Chávez. Selon un article du quotidien français Libération, Hugo Chávez « [a] été conseillé et s'[est] longtemps abreuvé des œuvres de Norberto Ceresole, ».

## Sources d'inspirations idéologiques d'Hugo Chávez

### Le bolivarisme
Le bolivarisme se réclame du meneur indépendantiste Simón Bolívar (libérateur des actuels Venezuela, Colombie, Équateur, Bolivie, et Pérou contre le pouvoir colonial espagnol), qui prônait l'unité sud-américaine. Néanmoins cette appropriation de Chávez des idées de Simon Bolivar, est l'objet de critiques en Amérique latine, notamment car Bolivar était issu de la très grande bourgeoisie vénézuélienne. Par ailleurs, son combat pour l'autonomie de l'Amérique du Sud ne se confondait aucunement avec une quête de justice sociale poussée. Ainsi, sa famille possédait quelque 800 esclaves, qu'il a affranchis en 1816.

### La théologie de la libération
Hugo Chávez a eu un débat avec le pape à propos de la colonisation des Amériques et la conversion des Amérindiens au christianisme.
Lors d'un discours, il a déclaré que l'Église catholique ainsi que d'autres courants essayaient de manipuler le christianisme pour en faire un opium du peuple mais qu'au Venezuela la religion chrétienne restait l'énergie du peuple et qu'elle était source de justice sociale, de lutte pour la dignité de l'être humain, d'égalité et de liberté.
Peu après une opération en avril, il déclarait : Donnez-moi votre couronne, Jésus. Donnez-moi votre croix, vos épines afin que je puisse saigner.. Le surlendemain de sa mort, on apprenait de Rome que le cardinal Jorge Urosa, son opposant politique, offrait une messe pour le repos de son âme,.

## Culte de la personnalité

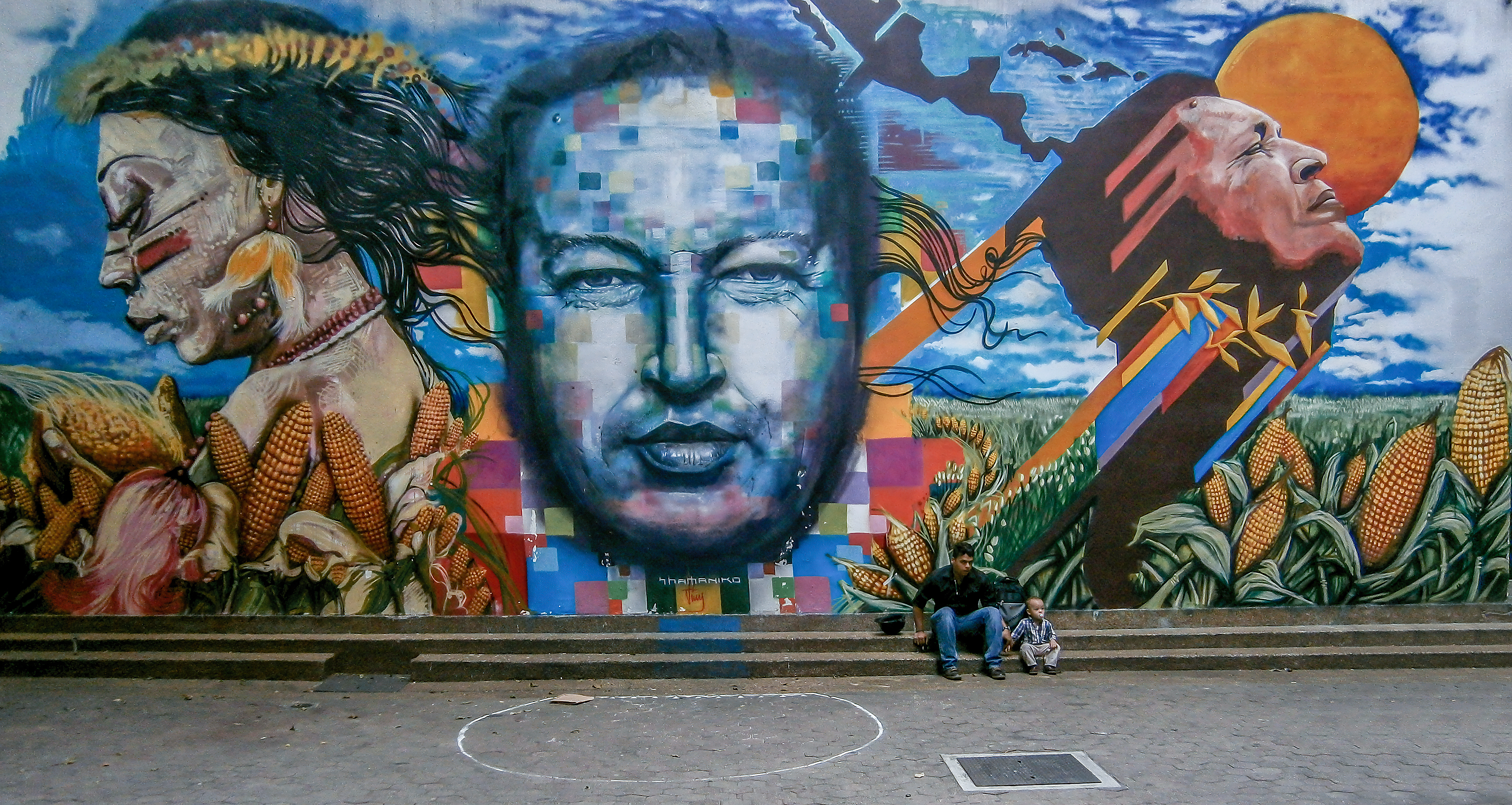
Fresque murale représentant Hugo Chávez et son ascension au ciel (2014).

Le culte de la personnalité d’Hugo Chávez est mis en place progressivement par ce dernier après son accession à la présidence du Venezuela le 2 février 1999. Après sa mort, ce culte s’accentue à l’initiative du gouvernement de son successeur, Nicolás Maduro.

### Films sur Hugo Chávez
- Chavez, le film, Kim Bartley et Donnacha O'Briain, 2003.
- The War on Democracy, Christopher Martin et John Pilger, 2007.
- ¡ Joyeux Noël, Hugo Chávez !, de Jean-Baptiste Dusséaux et Matthieu Niango, (France Télévisions, 2011).
- Mi amigo Hugo, d'Oliver Stone, 2014.